# Artemis I
Artemis I (anciennement Exploration Mission 1 ou EM-1) est la première mission du programme Artemis de l'agence spatiale civile américaine, la NASA. Ce programme a pour objectif de retourner sur la surface lunaire et d'y maintenir à terme une présence humaine plus ou moins continue. Pour cette mission, le vaisseau spatial Orion est placé sur une orbite lunaire par la fusée géante américaine Space Launch System (SLS) qui effectue là son premier vol. Le lancement programmé initialement fin août 2022 est repoussé à plusieurs reprises pour régler des problèmes de fuites dans l'alimentation des réservoirs d'hydrogène et en raison de passages d'ouragans sur la Floride. Le lancement a finalement lieu le 16 novembre 2022, la mise en orbite autour de la Lune le 25 novembre et le retour sur Terre (en mer) le 11 décembre.
Artemis I a pour objectif de valider le fonctionnement en vol du lanceur SLS et de l'ensemble des systèmes du vaisseau Orion dans des conditions proches des missions lunaires avec équipage. Au cours de la mission, le vaisseau Orion s'est placé sur une orbite lunaire haute avant de revenir sur Terre et d'effectuer une rentrée atmosphérique. La prochaine mission du programme, Artemis II, doit embarquer en 2026 un équipage qui effectuera une deuxième répétition avant la mission Artemis III qui doit faire revenir des humains à la surface de la Lune en 2027.
Le lanceur a également embarqué une dizaine de CubeSats scientifiques et technologiques qui ont été placés en orbite lunaire ou sur des trajectoires interplanétaires.

## Contexte

### Les projets américains avortés de retour des hommes sur la Lune (1989-2017)
Depuis la mission habitée Apollo 17 de 1972, dernière mission du programme Apollo de la NASA, plus aucun astronaute ne s'est éloigné de plus de quelques centaines de kilomètres de la Terre. L'agence spatiale américaine réalise depuis cette époque des études sur le scénario d'une mission habitée vers Mars, mais sans planning précis car ce projet a un coût supérieur d'un ordre de grandeur à celui du programme lunaire. Les dirigeants politiques américains, de leur côté, initient au cours des décennies qui ont suivi le programme Apollo, plusieurs programmes habités ambitieux à destination de l'espace lointain (c'est-à-dire au-delà de l'orbite terrestre basse), mais ceux-ci ne sont pas menés à terme faute de moyens financiers et d'une véritable volonté politique. Ces projets avortés sont dans l'ordre chronologique la Space Exploration Initiative de George H. W. Bush (1989), le programme Constellation de George W. Bush (2004) et le Flexible Path (2010) initié sous la législature de Barack Obama dont la première mission, l'Asteroid Retrieval and Utilization, est annulée en 2017. Malgré l'arrêt de ce dernier projet, la NASA poursuit, à la demande du gouvernement, le développement de deux des composants prévus : le lanceur spatial lourd Space Launch System (SLS) et le vaisseau spatial Orion.

### Lancement du programmeArtemis(2019)
En avril 2019, à l'instigation du président américain Donald Trump, la date du retour de l'homme sur la Lune, que la NASA avait fixée à 2028 sans programmation clairement définie, est avancée de quatre ans, ce qui donne naissance au programme Artemis. La NASA reçoit pour instruction d'amener un équipage sur le sol lunaire d'ici 2025. Le programme doit déboucher sur l'exploration durable de notre satellite, c'est-à-dire l'organisation de missions régulières dont l’aboutissement serait l'installation d'un poste permanent sur la Lune. Le programme doit également permettre de tester et de mettre au point les équipements et procédures qui seront mis en œuvre au cours des futures missions avec équipage à la surface de la planète Mars. La réalisation des missions du programme Artemis nécessite l'achèvement des développements en cours sur le lanceur lourd Space Launch System (SLS) et le vaisseau spatial Orion, qui ont débuté dans les années 2010 mais qui sont marqués par des dérapages budgétaires et calendaires réguliers. Il nécessite également le développement d'un nouveau véhicule spatial, le Human Landing System (HLS), chargé d'emporter les hommes sur le sol lunaire, et des missions robotiques, chargées de réaliser des reconnaissances et des études scientifiques complémentaires. L'architecture des missions repose également sur la future station spatiale Lunar Orbital Platform-Gateway (LOP-G) qui, placée en orbite autour de la Lune, servira de relais entre la Terre et la surface de la Lune.

### Planification des missions de la phase I du programmeArtemis
En septembre 2020, la NASA détaille dans un document la première phase du programme Artemis, qui comprend trois missions : Artemis I a pour objectif de tester pour la première fois en vol le lanceur lourd SLS tandis qu'Artemis II est un vol habité autour de la lune et Artemis III la première mission à déposer un équipage sur la Lune.

## Objectifs de la missionArtemis I

Insigne de la mission Artemis I.

La mission Artemis I est la première mission testant de manière intégrée des versions opérationnelles des composants du programme Artemis. L'objectif de la mission est de valider le fonctionnement du nouveau lanceur Space Launch System dont c'est le premier vol ainsi que celui du vaisseau Orion, qui lui a déjà été testé en orbite terrestre. Orion, qui n'embarque pas d'équipage pour cette mission, effectuera une répétition des différentes phases d'une mission réelle : injection du vaisseau Orion sur une trajectoire de transit vers la Lune, insertion en orbite autour de celle-ci, modification de l'orbite, injection sur une orbite de retour vers la Terre, rentrée atmosphérique à grande vitesse. Les objectifs détaillés de la mission sont :
- vérifier la capacité du bouclier thermique du vaisseau Orion à résister aux températures subies (2 800 °C) lors de la rentrée atmosphérique du vaisseau en provenance de la Lune. La température atteinte est bien supérieure à celle subie lorsque le vaisseau spatial quitte l'orbite basse terrestre (mission précédente d'Orion) car la vitesse de rentrée est de 11 km/s au lieu de 8 km/s et la quantité de chaleur à évacuer progresse comme le cube de la vitesse ;
- valider le déroulement de toutes les phases d'une mission normale depuis le compte à rebours jusqu'à la récupération du vaisseau Orion dans l'Océan Pacifique. Les ingénieurs vérifieront durant le vol les différents systèmes : télécommunications, propulsion, navigation, production d'énergie par les panneaux solaires. La mission permettra de s'assurer que le système de régulation thermique du vaisseau fonctionne dans les conditions spatiales extrêmes et que l'électronique résiste au franchissement des ceintures de radiation de Van Allen. Le fonctionnement de l'organisation au sol (équipes assurant le suivi et le soutien de la mission) et des différents équipements assurant le support sur Terre (réseau d'antennes...) seront vérifiés ;
- valider les opérations de récupération du vaisseau Orion, l'exploitation des données recueillies par les charges utiles ;
- réaliser plusieurs objectifs secondaires comme la validation du système navigation optique du vaisseau Orion ou le déploiement d'une dizaine de nano-satellites de type CubeSat (charge utile secondaire) dont certains utiliseront leur propulsion pour se placer sur une orbite lunaire.

## Configuration
La mission met en œuvre pour la première fois le lanceur spatial géant Space Launch System (SLS) et doit permettre de valider les principaux systèmes du vaisseau spatial Orion qui sera chargé dans les missions futures de transporter les équipages jusqu'aux abords de la Lune.

### Lanceur SLS

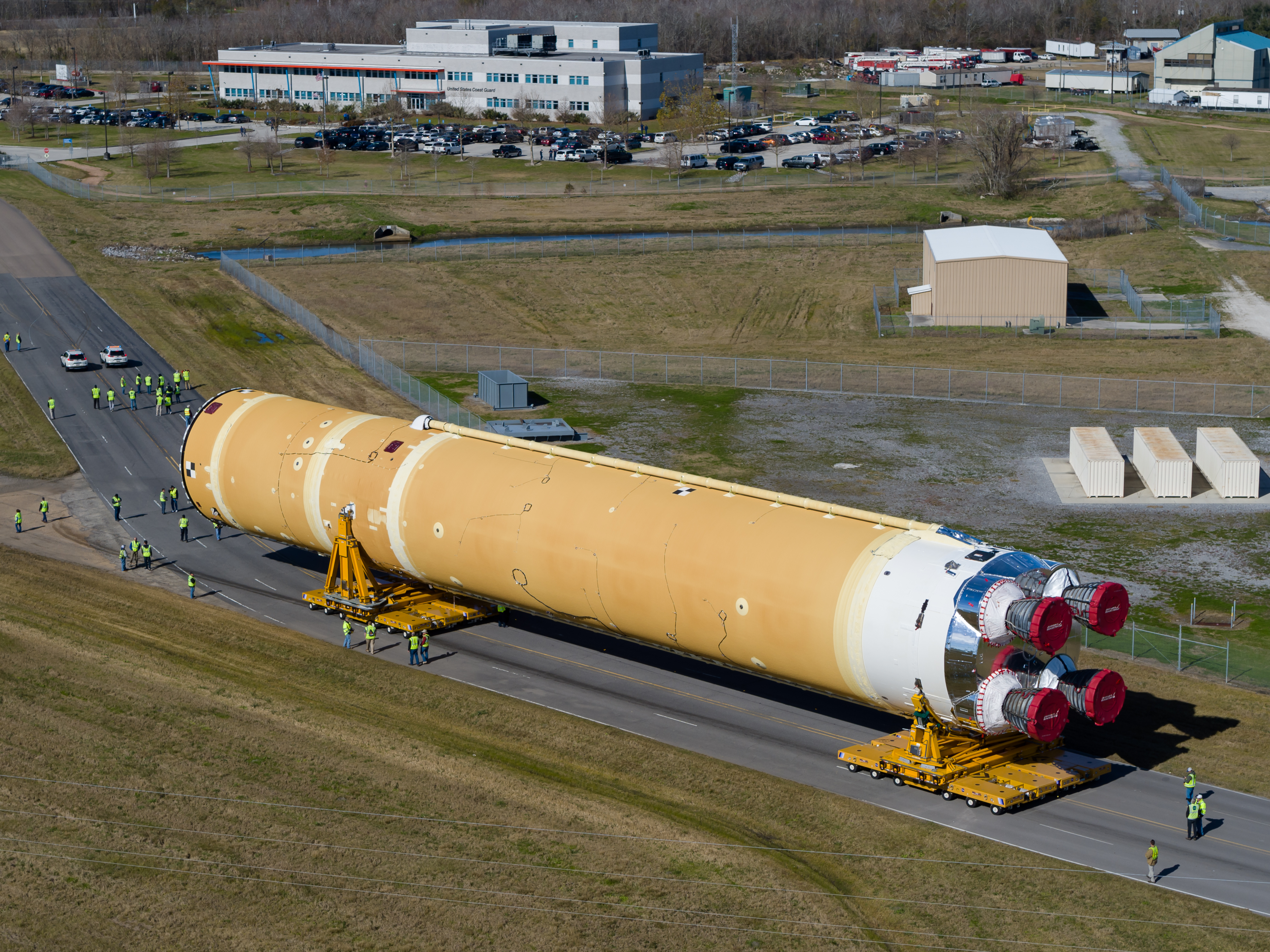
Le premier étage du SLS constitue le plus gros étage de fusée jamais construit.

Le vaisseau spatial Orion est placé en orbite par le lanceur spatial super lourd de la NASA Space Launch System (SLS) dont c'est le premier vol. Artemis I utilise la version Block 1 de cette fusée, qui dispose d'un étage supérieur aux performances non optimales (ICPS) mais qui a le mérite d'être opérationnel. La version Block 1B, qui disposera de l'étage EUS et sera disponible vers 2025, disposera d'une capacité supérieure de 35 %. Le SLS comporte deux étages, est haut de 98,3 mètres et a une masse de 2 603 tonnes (1 588 tonnes sans les ergols liquides). Le premier étage est motorisé avec quatre moteurs-fusées RS-25D (étant dérivés des moteurs employés sur la navette spatiale) brûlant un mélange d'oxygène et d'hydrogène liquides et est assisté par deux propulseurs d'appoint à propergol solide qui fournissent 75 % de la poussée au décollage. Ces propulseurs sont composés de cinq segments et constituent une version dérivée des propulseurs d'appoint de quatre segments utilisés pour la navette spatiale. La poussée maximale du lanceur au décollage est de 36 786 kilonewtons (kN) et atteint un pic de 39 144 kN. Le second étage ICPS (Interim Cryogenic Propulsion Stage) est une version légèrement modifiée du second étage du lanceur Delta IV. L'ICPS a une masse de 32,7 tonnes et une poussée maximale de 110 kilonewtons. Dans la version Block 1, le lanceur SLS peut placer 95 tonnes en orbite basse et 27 tonnes sur une trajectoire de transit vers la Lune.
Le lanceur SLS reprend de nombreux éléments développés dans le cadre des programmes précédents. L'étage supérieur, les propulseurs d'appoint à cinq segments qui ont été testés en vol dans le cadre du programme Constellation, les moteurs à ergols liquides RS-25D du premier étage qui propulsaient la navette spatiale américaine. Les quatre moteurs RS-25D de la mission sont des engins qui ont déjà volé à plusieurs reprises et qui ont été légèrement modifiés : modernisation du système de contrôle, poussée maximale passant de 104 à 109 %. De même, l'enveloppe des propulseurs d'appoint est en grande partie constituée d'éléments qui ont volé à plusieurs reprises dans le cadre de missions de la navette spatiale. Par contre, le premier étage proprement dit, s'il reprend certaines caractéristiques du réservoir externe de la navette spatiale américaine (diamètre et revêtement extérieur), est entièrement nouveau. Avec une hauteur de 61 mètres et un diamètre de 8,4 mètres, c'est le plus gros étage de fusée jamais construit depuis le début de l'ère spatiale.
| Caractéristique             | Artemis 1               | Apollo 11 | Navette spatiale américaine |
| --------------------------- | ----------------------- | --------- | --------------------------- |
| Masse au décollage          | 2 603 tonnes (t)        | 3 038 t   | 2 030 t                     |
| Hauteur totale              | 98,3 mètres (m)         | 110,6 m   | 56,1 m                      |
| Diamètre maximum            | 8,4 m                   | 10,1 m    |                             |
| Poussée maximale            | 39 144 kilonewtons (kN) | 33 400 kN | 31 000 kN                   |
| Charge utile (orbite basse) | 95 t                    | 140 t     | 24,5 t                      |

### Vaisseau Orion

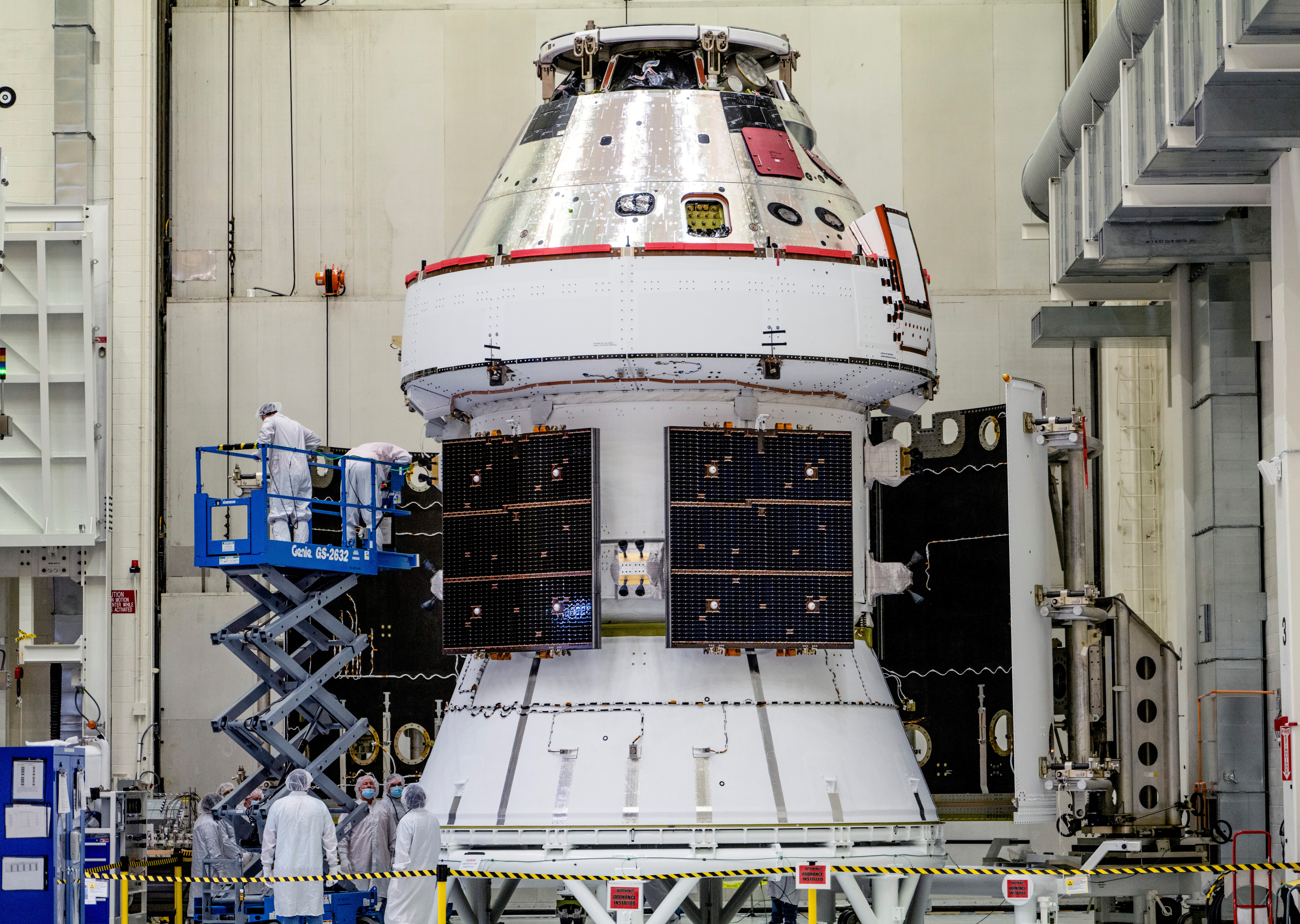
Le vaisseau Orion peu avant son installation au sommet du lanceur pour la mission Artemis 1.

La charge utile principale de la mission est constituée par le vaisseau spatial Orion développé par la NASA. Celui-ci comprend un module de commande dans lequel se trouve la cabine des astronautes et un module de service qui abrite la propulsion, les panneaux solaires... Le module de service est fourni par l'Agence spatiale européenne et dérive du véhicule automatique de transfert européen (ATV), le véhicule de ravitaillement autonome de la Station spatiale internationale. Le vaisseau Orion est coiffé par la tour de sauvetage dont le rôle est d'arracher et éloigner le vaisseau en cas de défaillance du lanceur. Ce module est largué dès que la fusée se trouve au-dessus de la couche atmosphérique épaisse, 3 minutes et 30 secondes après le décollage. Le module fourni comporte des panneaux solaires rectangulaires déjà utilisés sur l'ATV qui remplacent les panneaux circulaires envisagés initialement par la NASA et Lockheed Martin. Le vaisseau Orion a une masse de 32,7 tonnes dont 7,7 tonnes pour la tour de sauvetage, 9,3 tonnes pour le module de commande et 15,3 tonnes pour le module de service. Artemis I est le deuxième vol du vaisseau Orion mais, contrairement au premier vol, Exploration Flight Test 1 (EFT-1) (5 décembre 2014), le vaisseau est complètement opérationnel et il emporte notamment un système de support de vie. Aucun équipage n'est embarqué.

## Installations de lancement

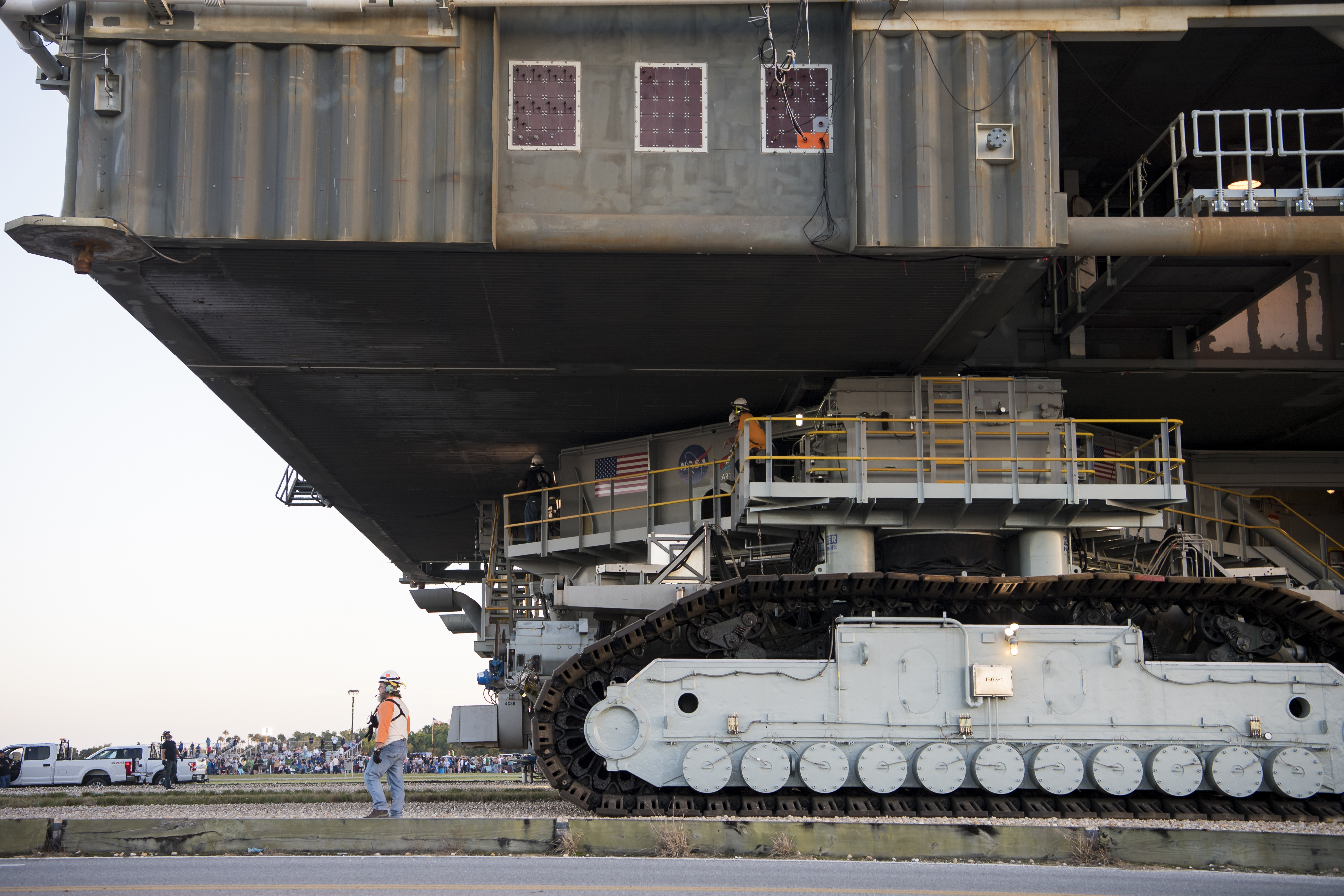
La plateforme de lancement mobile est déplacée à l'aide de son transporteur à chenilles.

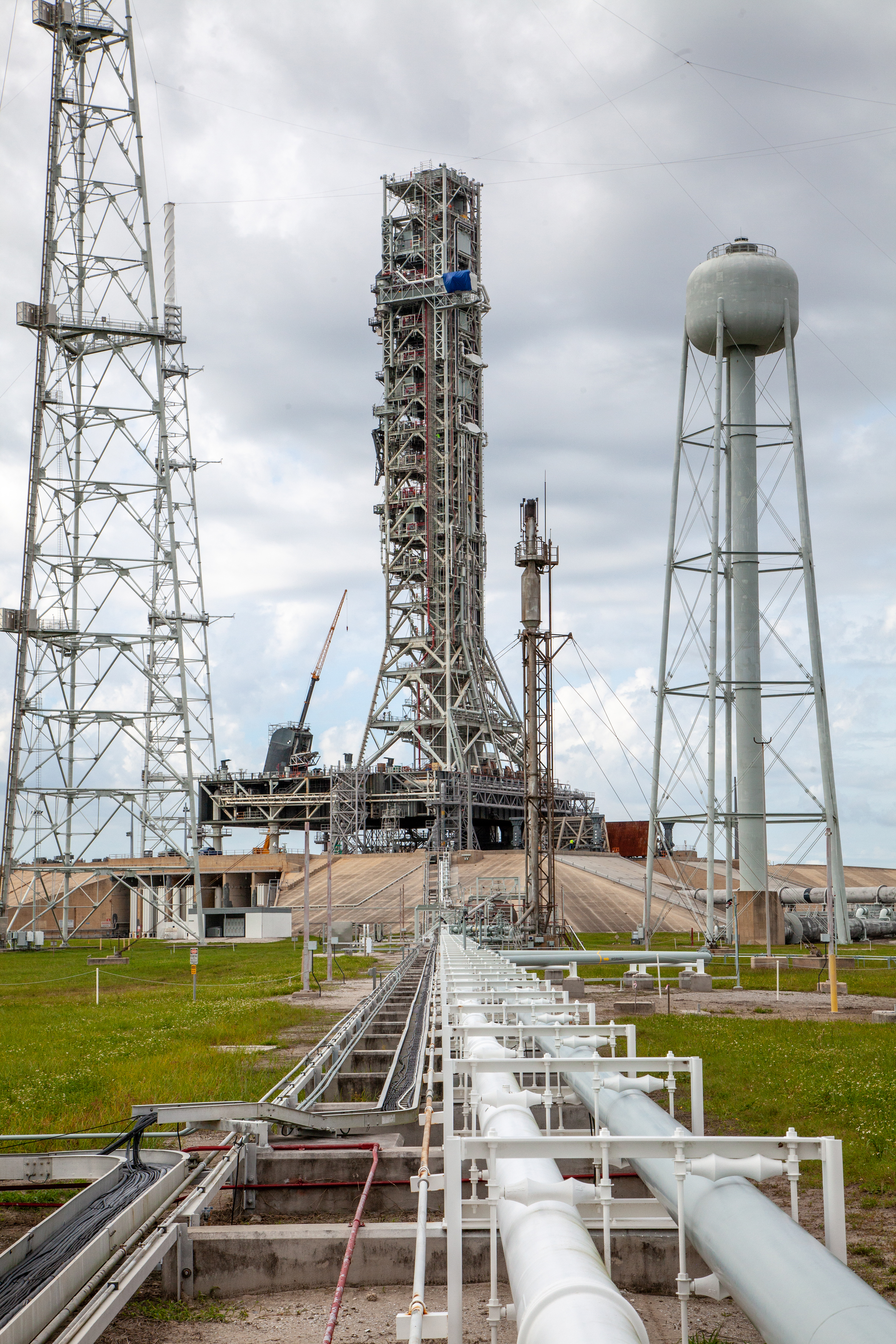
La plateforme de lancement mobile installée sur le pas de tir 39B est encadrée par les mâts paratonnerre et le château d'eau du système de déluge. Au premier plan les tuyaux amenant les ergols pour le remplissage des réservoirs de la fusée.

La mission Artemis I doit décoller du pas de tir 39B utilisé autrefois pour le lancement de la navette spatiale américaine. Il s'agit d'un des deux pas de tir du complexe de lancement 39 situé au centre spatial Kennedy en Floride. La fusée, qui a été assemblée dans le bâtiment VAB sur sa plateforme de lancement mobile, est transportée jusqu'au pas de tir éloigné de sept kilomètres par le transporteur à chenilles.

### Le bâtiment d'assemblage (VAB)
Le VAB (Vehicle Assembly Building) est le bâtiment dans lequel est assemblé le lanceur Space Launch System. Il est compartimenté en 4 sous-ensembles (les baies) dotés chacun d'une porte extérieure haute de 139 mètres permettant de faire passer la fusée fixée sur sa plateforme mobile. C'est un des plus vastes bâtiments existant au monde : haut de 160 mètres, il fait 218 mètres de long sur 158 mètres de large.

### La plateforme mobile
La plateforme de lancement mobile (Mobile Launcher Platform ou MLP) est une structure métallique à deux étages sur laquelle le lanceur est assemblé dans le bâtiment VAB, puis transporté jusqu'à la zone de lancement, et enfin lancé. La plateforme est évidée à trois endroits pour laisser passer les flammes et les gaz chauds expulsés par les moteurs-fusées du premier étage du lanceur et par les deux propulseurs à poudre. La plateforme est haute de 7,6 mètres et fait 49 mètres de long pour 41 mètres de large. Elle pèse 4 190 tonnes à vide. Lorsqu'elle est installée sur le pas de tir ou dans le VAB, elle repose sur six pieds métalliques hauts de sept mètres.
La plateforme de lancement sur laquelle repose le lanceur est transférée à l'aide d'un transporteur à chenilles depuis le VAB jusqu'au site de lancement via une route longue de 6,7 kilomètres, le Crawlerway. Ce dernier ainsi que le transporteur ont été renforcés pour supporter la charge du SLS et du mât de service (Mobile Launcher) beaucoup plus lourd que la navette spatiale : la masse supportée par le transporteur passe de 5 400 tonnes à 6 800 tonnes.

### Le pas de tir

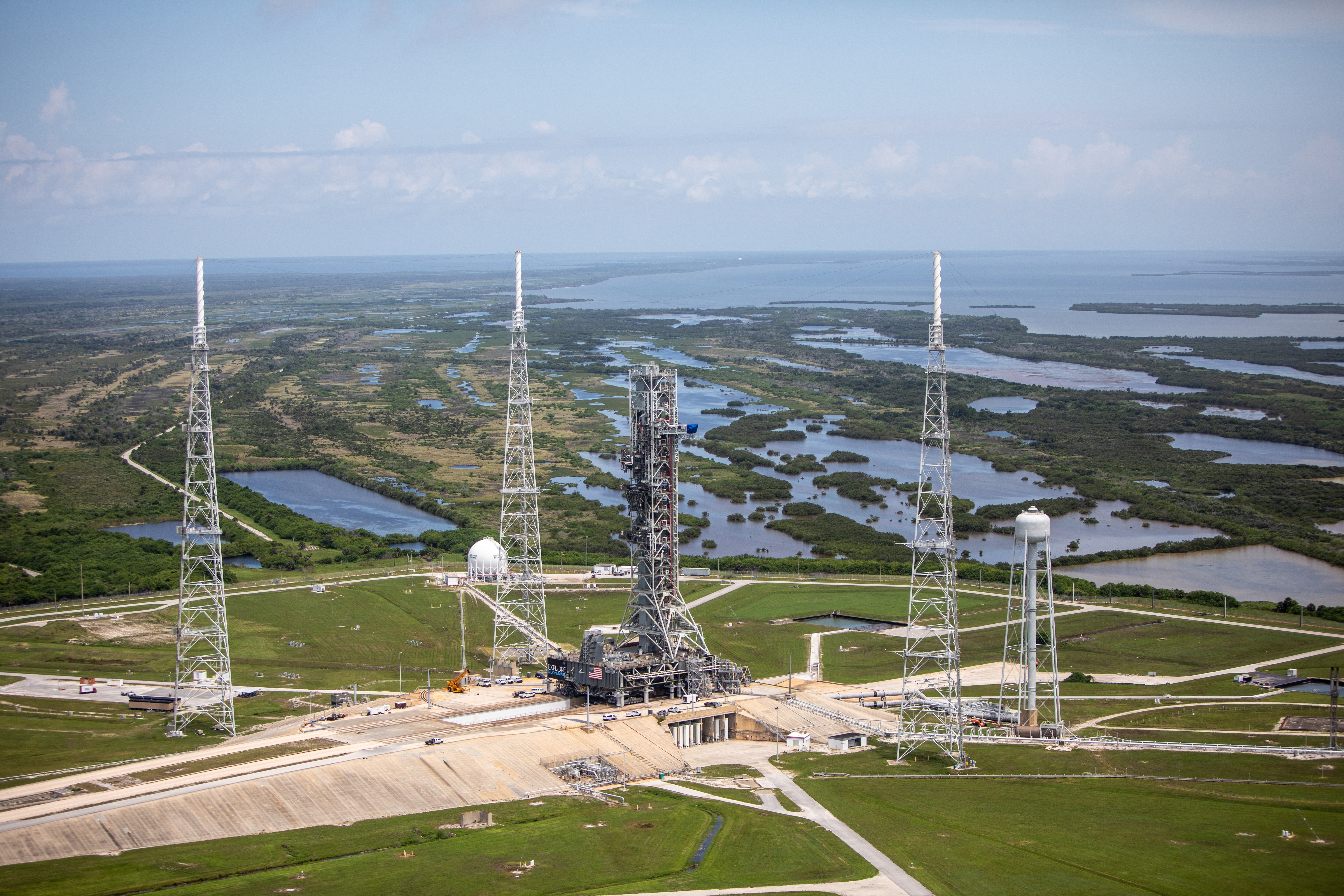
Vue aérienne du pas de tir 39B photographié ici avec la plateforme mobile de lancement en place.

Le pas de tir 39B, qui était autrefois utilisé pour les lancements de la navette spatiale américaine, a été en partie modifié et en partie rénové pour accueillir les tirs de SLS. C'est le seul pas de tir pouvant prendre en charge le nouveau lanceur. La plateforme de services fixe a été remplacée par une tour placée directement sur la plateforme mobile de lancement. Désormais, les seules installations fixes émergeant au-dessus du pas de tir sont les trois paratonnerres hauts de 183 mètres, reliés entre eux par des câbles métalliques qui encadrent le lanceur durant son tir. Les carneaux, énormes fosses situées sous la plateforme et dans lesquelles les gaz des moteurs sont expulsés au décollage, ainsi que le système de déluge chargé de réduire les vibrations engendrées par l'expulsion des gaz des moteurs, ont été rénovés. Un réservoir pouvant contenir 5,7 millions de litres d'hydrogène liquide a été construit à la périphérie du pas de tir, mais il ne sera pas prêt pour la mission Artemis I.

## Assemblage du lanceur et répétition du lancement (juin 2021-juillet 2022)
La date de lancement d'Artemis I, initialement fixée à novembre 2020 pour des raisons essentiellement politiques, est repoussée à plusieurs reprises pour prendre en compte les contraintes de mise au point, ou pour faire face à des événements non anticipés. En juillet 2021, l'assemblage du premier exemplaire du lanceur SLS débute dans la baie 3 du bâtiment VAB du centre spatial Kennedy. Le premier étage qui a été fabriqué par Boeing dans l'usine de Michoud puis testé sur le banc d'essais B-2 du centre spatial Stennis a été amené par bateau. Les segments des propulseurs d'appoint produits par Northrop Grumman dans son usine située au nord de Salt Lake City dans l'Utah sont arrivés par voie ferrée. Tous ces éléments sont installés et assemblés sur la plateforme de lancement. Un mois plus tard, c'est au tour du deuxième étage ICPS d'être assemblé avec le reste de la fusée. Débutent alors les tests d'intégration de la fusée qui s'achèvent en septembre. En octobre, le vaisseau Orion est installé au sommet du lanceur et une deuxième séquence de test d'intégration s'achève en mars 2022. La plateforme de lancement mobile supportant la fusée est alors déplacée jusqu'au pas de tir 39B d'où la mission Artemis I doit être lancée. Débute alors la répétition des opérations de lancement. Durant ces tests, qui comprennent le remplissage des réservoirs de la fusée et la simulation d'un compte à rebours, plusieurs anomalies sont mises en évidence dont notamment une fuite dans une des conduites alimentant les réservoirs, ainsi qu'une vanne bloquée. La correction de ces problèmes nécessite que le lanceur soit rapatrié dans le bâtiment d'assemblage (le VAB), ce qui est susceptible de remettre en cause la date du lancement d'Artemis I désormais programmé en août 2022. Toutefois, les réparations sont effectuées rapidement et la fusée est de retour sur le pas de tir début juin 2022. Une répétition du lancement est menée presque jusqu'à son terme le 20 juin avec quelques anomalies mineures. Le lanceur doit réintégrer le VAB pour la correction des dernières anomalies constatées et la préparation du lancement est fixée à fin août. Après examen des résultats, le lancement est prévu au plus tôt le 29 août 2022,.

Préparation de la mission dans le batiment d'assemblage (VAB)
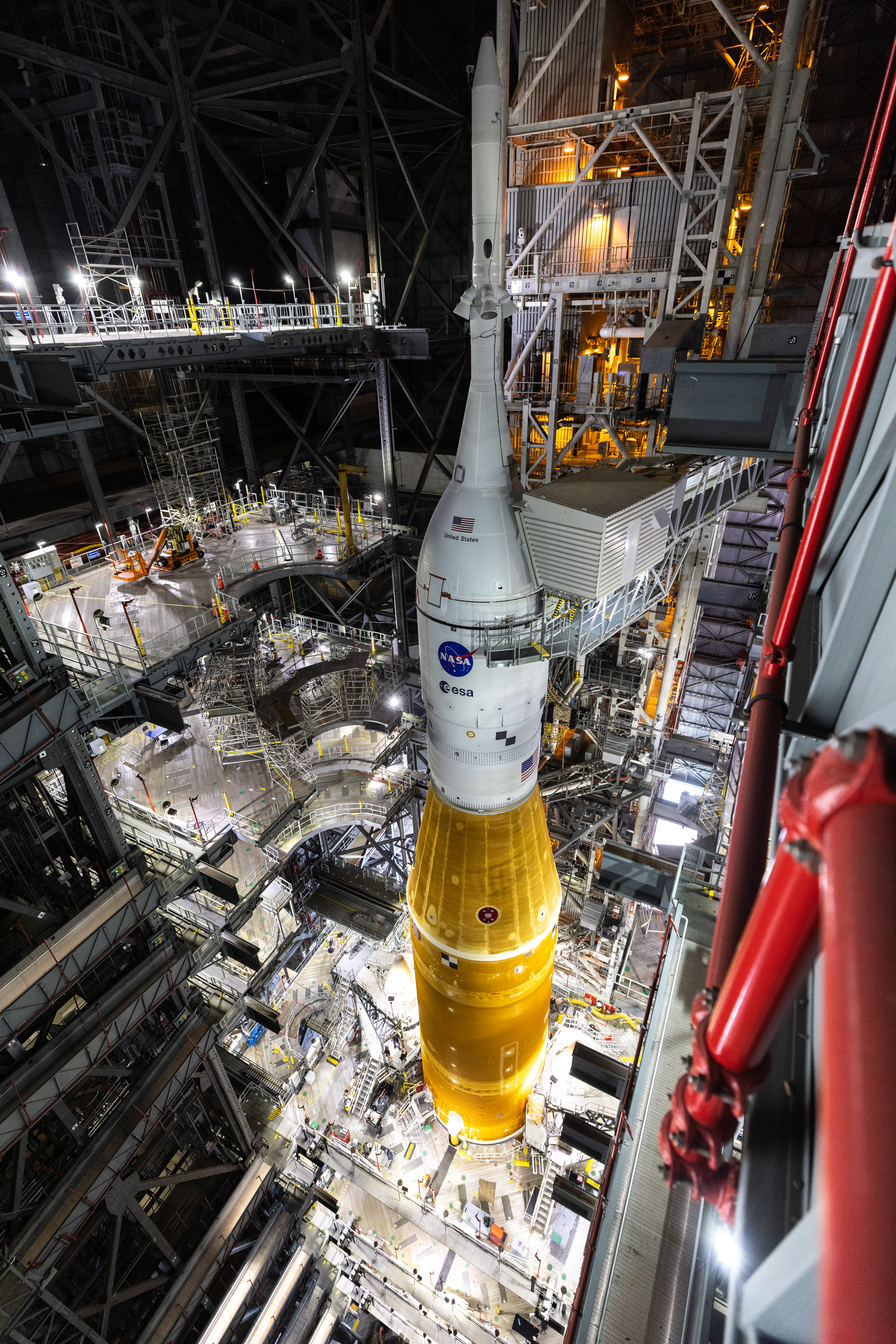
La partie supérieure du lanceur dans le VAB. De haut en bas : la tour de sauvetage, le vaisseau Orion et l'adaptateur de forme tronconique qui encapsule l'étage supérieur de la fusée (mars 2022).
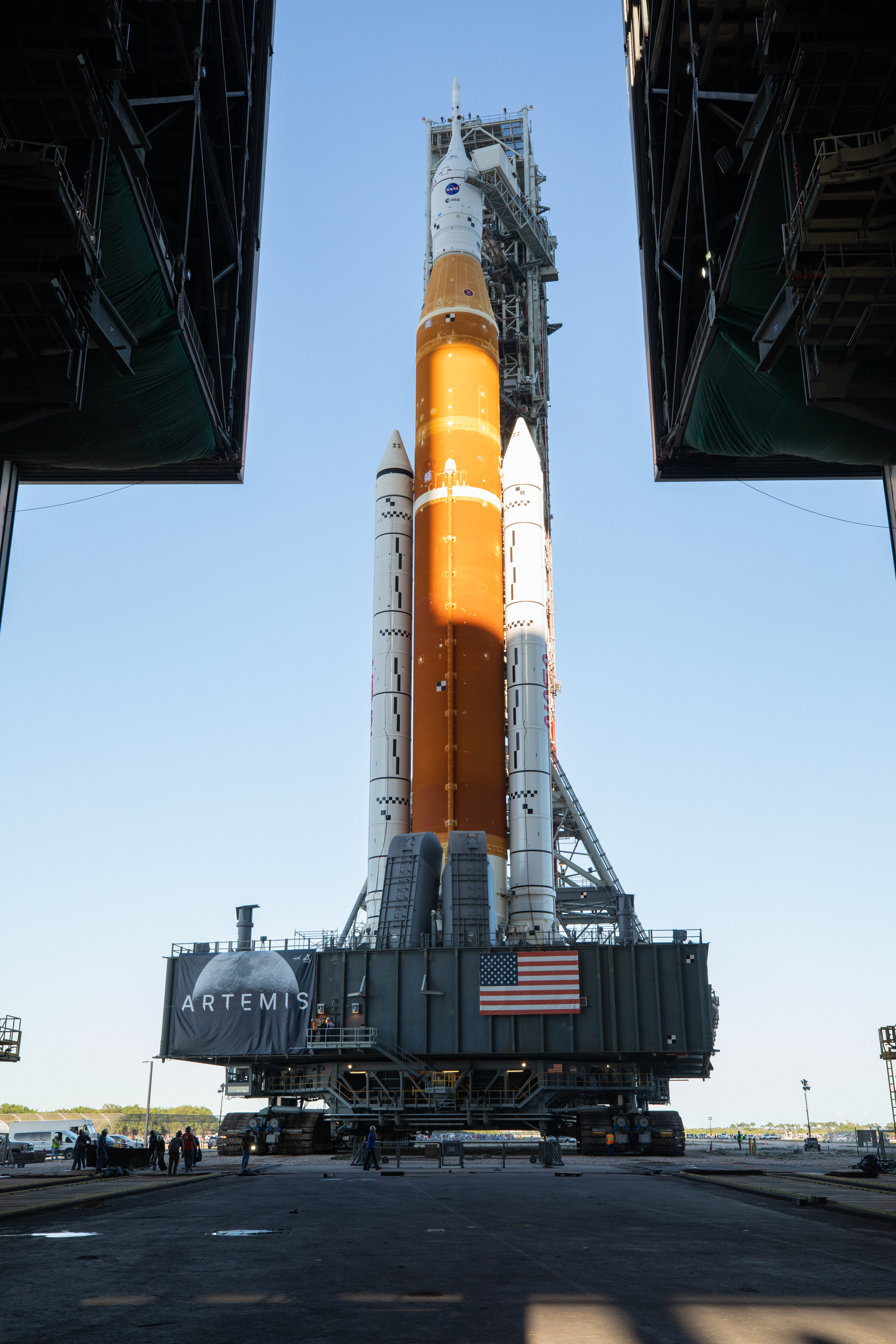
Le lanceur, sur sa table de lancement flanqué par la tour de service, quitte le VAB pour le pas de tir lors d'une répétition de lancement (mars 2022).

## Préparation du lancement (août 2022)

### Fenêtres de lancement
Plusieurs conditions dépendant de la date et l'heure de lancement doivent être réunies pour que le lancement ait lieu. Les performances de l'étage supérieur (ICPS) de la fusée, qui doit effectuer l'injection du vaisseau lunaire Orion sur sa trajectoire vers la Lune, dépendent de la position de la Lune durant son cycle de 28 jours. Par ailleurs, il est nécessaire que le vaisseau Orion ne subisse pas durant son déplacement d'éclipse du Soleil d'une durée supérieure à 90 minutes, pour respecter des contraintes de production d'énergie par les panneaux solaires. La date de lancement doit permettre d'utiliser au retour la technique de la rentrée avec rebond atmosphérique (voir paragraphe consacré à la rentrée atmosphérique), qui doit être expérimentée pour la première fois dans le cadre de la mission Artemis I. Enfin, le décollage et le retour du vaisseau Orion sur Terre doivent se faire de jour pour faciliter les opérations au sol.
La première fenêtre de lancement répondant à ces conditions, tout en étant compatible avec l'état de préparation du lanceur SLS et du vaisseau Orion, s'ouvre le 29 août 2022 à 12 h 33 TU et dure deux heures. Deux autres fenêtres de lancement s'ouvrent les jours suivants, les 2 et 5 septembre. Passé cette date, le SLS doit réintégrer le bâtiment d'assemblage (VAB), car les fenêtres de lancement suivantes se situent entre le 20 septembre et le 4 octobre, ainsi qu'entre le 17 octobre et le 31 octobre,.

### Opérations durant le compte à rebours
Le compte à rebours, qui précède le décollage de la mission et durant lequel les opérations de préparation critiques se déroulent, débute deux jours avant le lancement. Dans une première phase, les étages du lanceur et le vaisseau Orion sont connectés électriquement pour permettre notamment le chargement des batteries et la préparation des réservoirs contenant les différents consommables (oxygène et hydrogène liquides, azote...). Le personnel non essentiel est évacué du pas de tir 15 heures avant le décollage. Environ 10 heures avant celui-ci, une réunion des responsables du lancement décide si les conditions météorologiques et l'état de préparation du lanceur permettent de poursuivre les opérations de lancement. Huit heures avant celui-ci débutent les opérations de remplissage des réservoirs d'hydrogène et d'oxygène liquides des deux étages de la fusée. La température des réservoirs et des conduites de remplissage est d'abord abaissée à celle des ergols. Puis les réservoirs sont remplis d'abord à grande vitesse puis à vitesse plus lente. Un peu plus de trois heures avant le lancement les réservoirs sont pleins et les opérations de remplissage se poursuivent uniquement pour compenser l'évaporation des ergols liquides. À t-50 minutes se tient une dernière réunion destinée à donner le feu vert au décollage. Au cours des dix dernières minutes, les dispositifs pyrotechniques du vaisseau Orion sont armés, le remplissage des réservoirs est complètement arrêté, la source d'énergie des équipements électroniques bascule sur les batteries et les dispositifs placés sous la fusée et chargés de brûler l'hydrogène excédentaire sont allumés. Seize secondes avant le décollage le système de déluge, destiné à atténuer les ondes acoustiques, commence à arroser les carneaux et les orifices de la table de lancement situés sous les moteurs en puisant dans un réservoir contenant 1 500 tonnes d'eau. Six secondes avant le décollage, les quatre moteurs à ergols liquides sont mis en marche à 120 millisecondes d'intervalle pour limiter les phénomènes de vibration. En trois secondes, les moteurs atteignent 100 % de leur puissance. Leur fonctionnement est vérifié dans les trois secondes qui suivent et le résultat, s'il est positif, déclenche la mise à feu des propulseurs d'appoint à propergol solide, qui ne peuvent être éteints. La mise à feu de ceux-ci déclenche immédiatement le décollage,.

### Reports et lancement le 16 novembre 2022

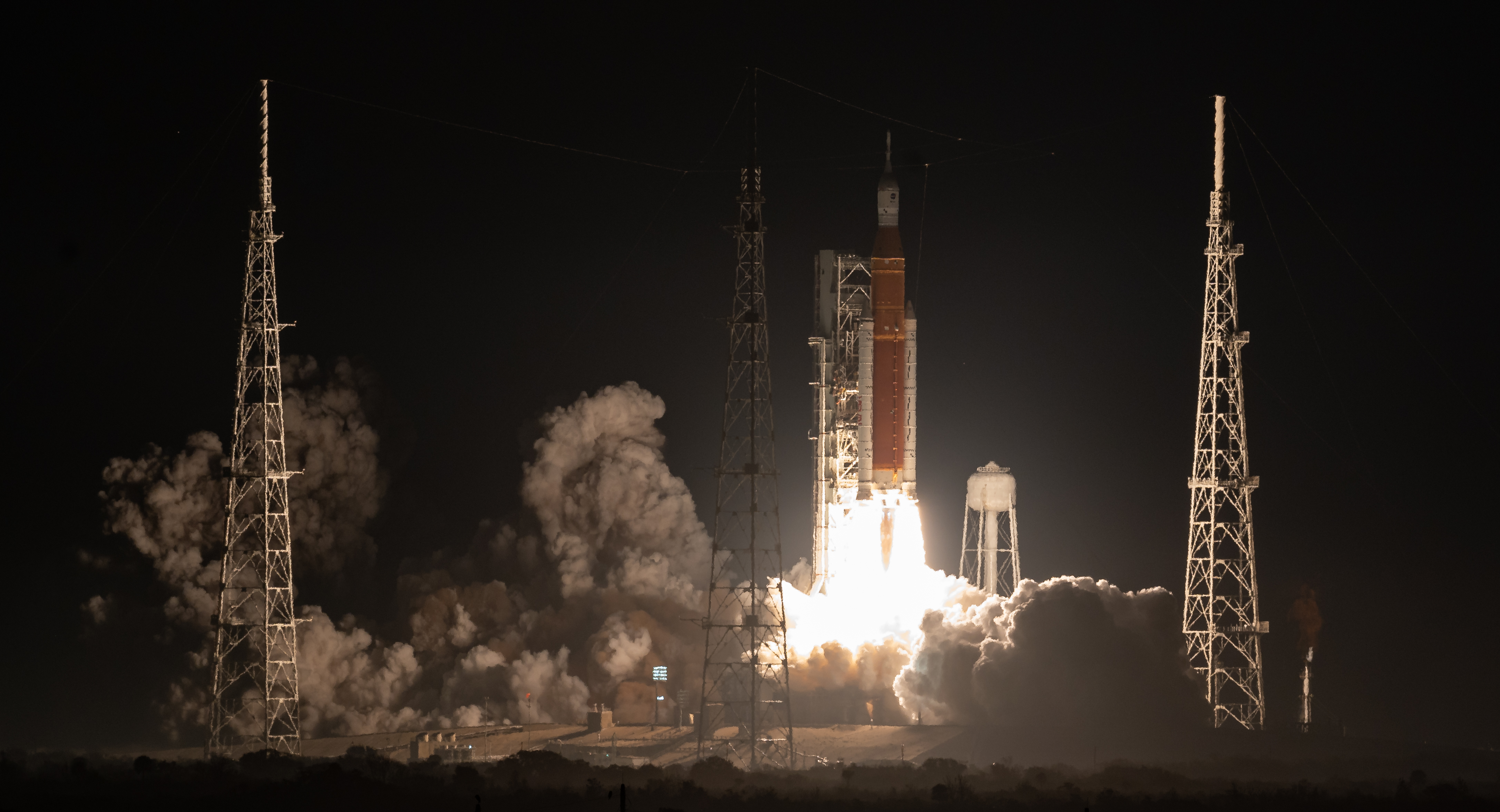
Décollage du lanceur SLS.

Le lancement prévu le 29 août est repoussé au 2 septembre, puis au 3 septembre à la suite de l'échec du refroidissement du moteur no 3 du premier étage qui entraîne l'interruption du compte à rebours 30 minutes avant le décollage. Le moteur-fusée devait être refroidi à −251 °C mais n'a pu atteindre que −229 °C. Le problème pourrait toutefois provenir du capteur qui mesure cette température,. Une nouvelle tentative a lieu le 3 septembre, mais elle échoue également à cause d'une fuite dans un joint du système de déconnexion rapide de la conduite alimentant le réservoir d'hydrogène de la fusée. Compte tenu des travaux nécessaires pour corriger le problème et d'une période de neutralisation du site qui doit être utilisé pour lancer en septembre les astronautes assurant la relève de l'équipage de la Station spatiale internationale, la prochaine tentative est repoussée au 17 octobre,. Mais la NASA décide de tenter de corriger le problème sur le pas de tir, de procéder à un test au plus tôt le 17 septembre et, si celui-ci est concluant (et à condition d'avoir l'aval des autorités), de procéder à un lancement le 23 septembre. Finalement, le lancement est fixé au 27 septembre entre 18 h 52 et 20 h 41 TU, mais l'arrivée prévue d'un ouragan sur la Floride ce jour-là entraîne la décision de mettre la fusée à l'abri dans le bâtiment d'assemblage. Un lancement dans la matinée du 14 novembre est envisagé avant d'être repoussé au 16 novembre à cause du passage de l'ouragan Nicole.
Le lanceur décolle finalement le 16 novembre vers 6 h 50 TU.

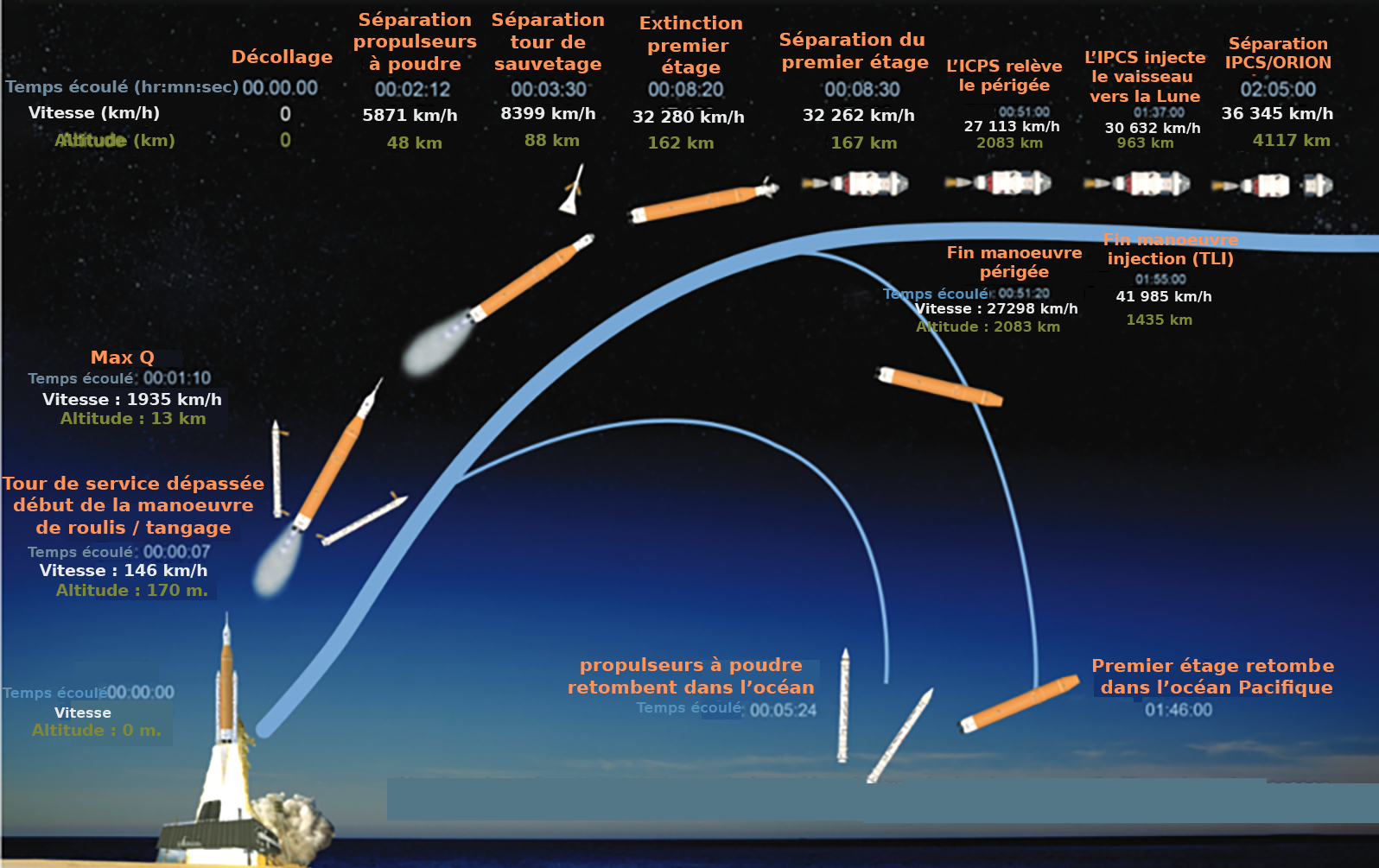
Schéma montrant les différentes phases du lancement de la mission Artemis I par la fusée SLS. Erreur sur le diagramme : les panneaux solaires se déploient lors de la mission immédiatement après la séparation du premier étage du SLS, soit bien avant la séparation entre Orion et l'ICPS.

## Déroulement de la mission
La durée de la mission prévue est comprise entre 26 et 42 jours. Elle dépend de la date de lancement et des aléas rencontrés.

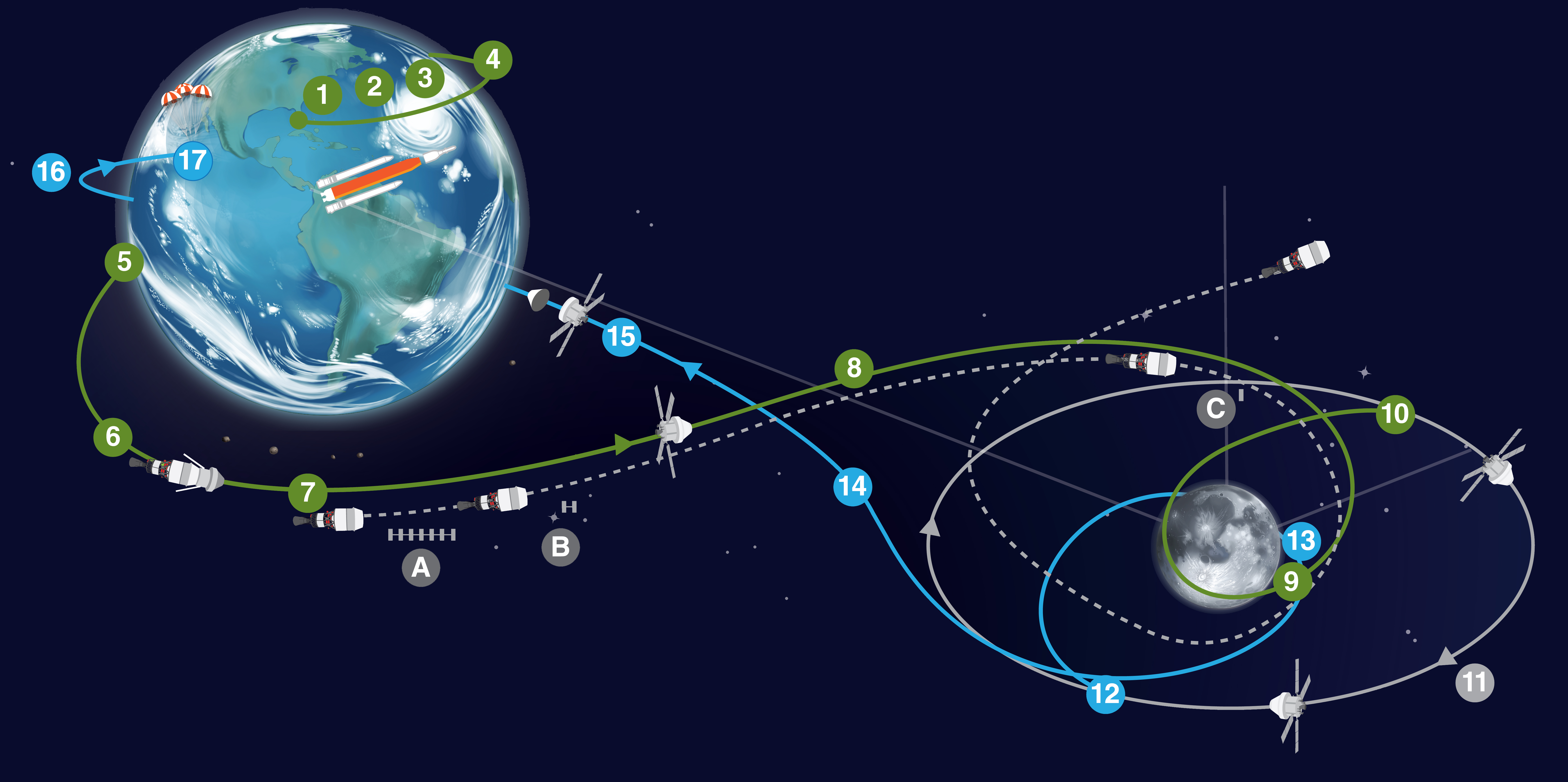
Schéma du déroulement de la mission : 1 Décollage - 2 Séparation des propulseurs d'appoint - 3 Extinction du premier étage - 4 Manœuvre de rehaussement du périgée - 5 En orbite basse terrestre, vérification des systèmes - 6 Manœuvre d'injection sur trajectoire de transit vers la Lune - 7 Séparation de l'étage supérieur ICPS - 8 Manœuvre de correction de trajectoire - 9 Manœuvre d'insertion en orbite lunaire à 100 km de la surface de la Lune - 10 Manœuvre de circularisation de l'orbite lunaire - 11 Le vaisseau Orion effectue la moitié ou 1,5 orbite lunaire - 12 Première manœuvre de départ permettant d'abaisser le périgée - 13 Deuxième manœuvre destinée à quitter l'orbite lunaire - 14 Transit vers la Terre - 15 Séparation du module de service - 16 Début de la rentrée atmosphérique - 17 Amerrissage - A, B et C Déploiement des CubeSats.

### Lancement

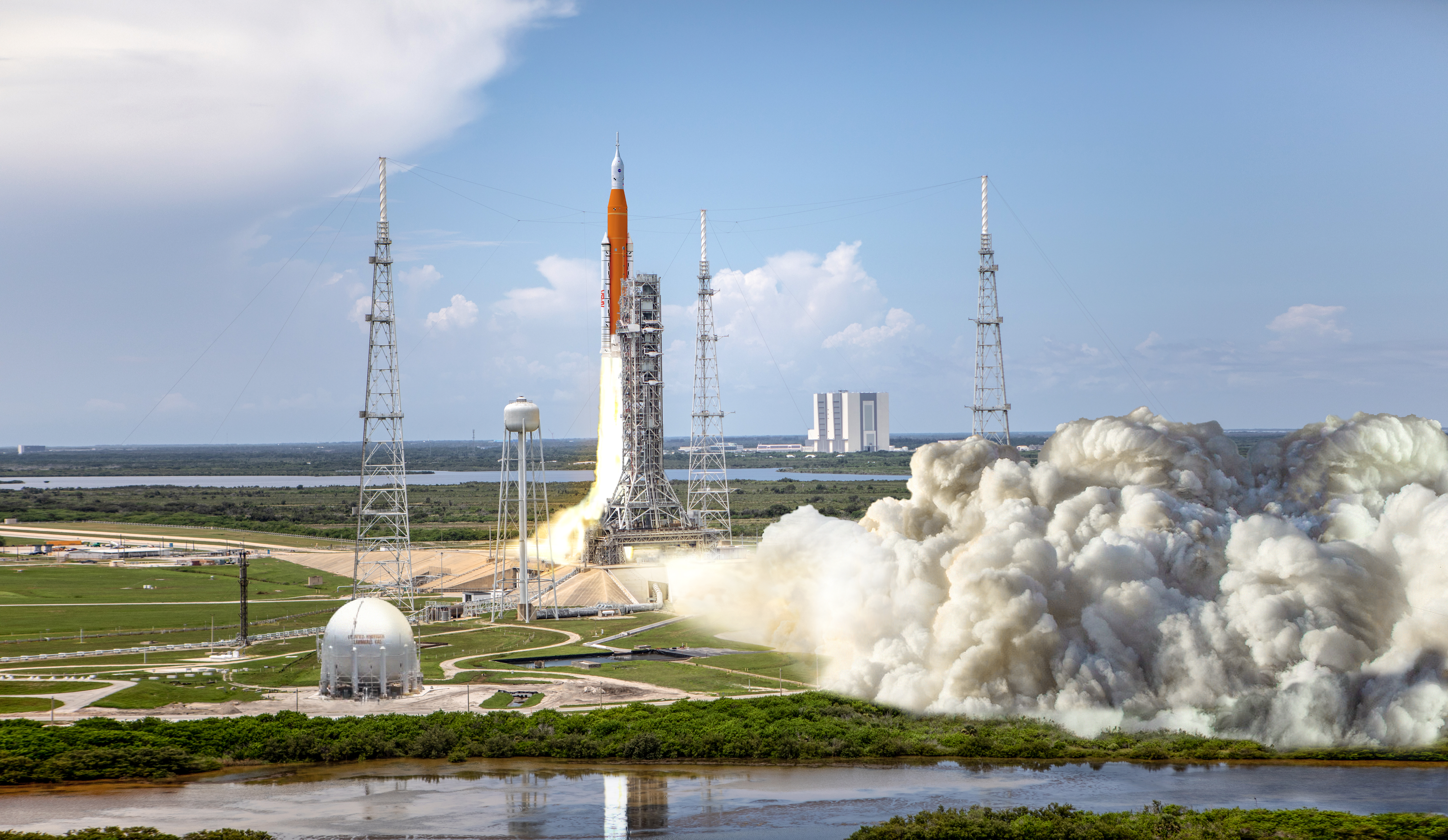
Décollage d'Artemis (vue d'artiste).

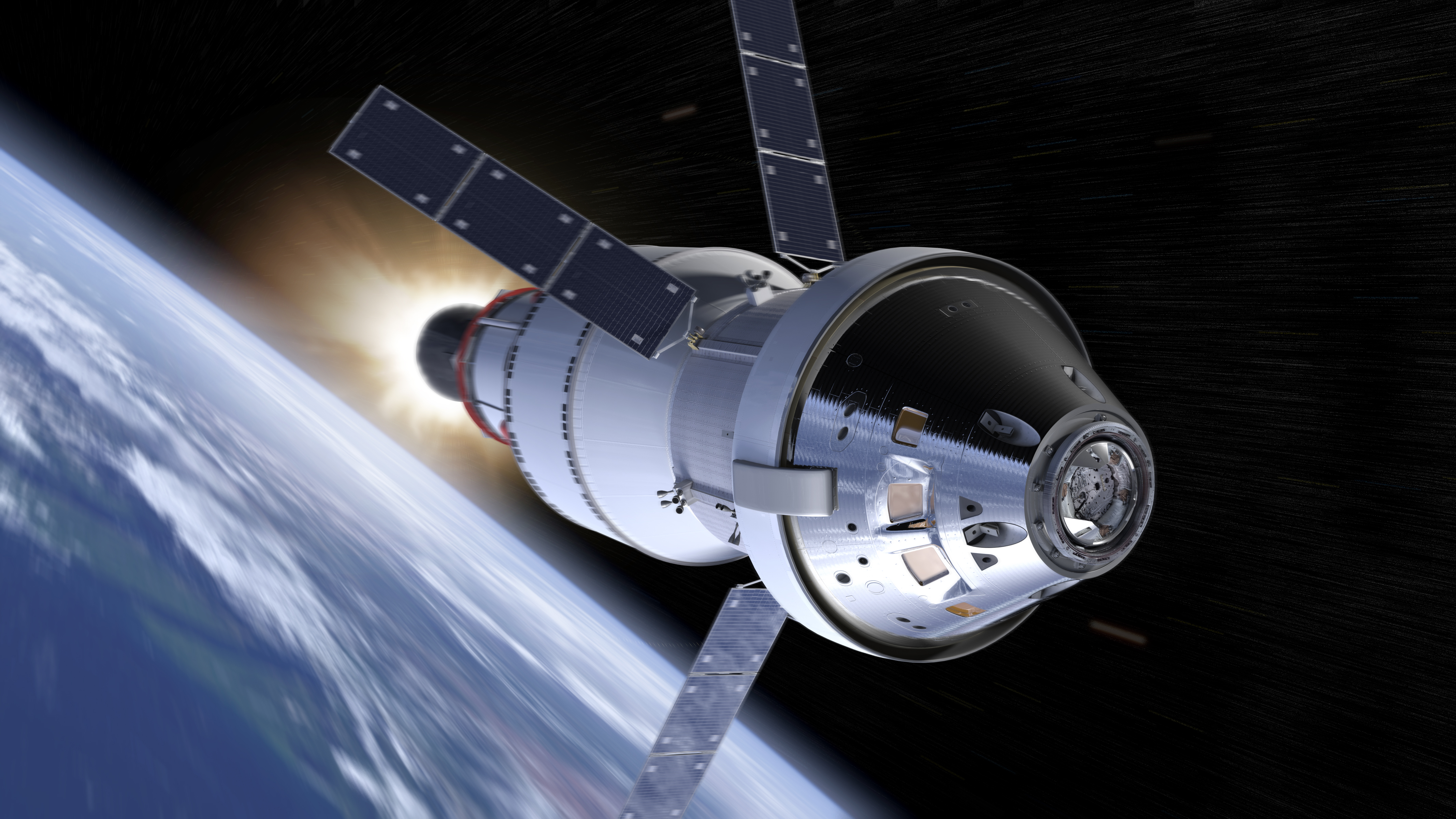
L'étage supérieur ICPS est mis à feu pour injecter le vaisseau Orion sur sa trajectoire à destination de la Lune (vue d'artiste).

Au décollage (t), la poussée des moteurs à ergols liquides est au maximum (109 % de la poussée nominale). La fusée commence par s'élever verticalement puis au bout de sept secondes, alors qu'elle a dépassé le sommet de la tour ombilicale et que sa vitesse a atteint environ 125 km/h, elle modifie sa direction vers l'orbite visée. La poussée des moteurs à ergols liquides est réduite 55 secondes après le décollage pour traverser la phase critique pendant laquelle la pression aérodynamique sur la structure du lanceur est maximale (Max Q) : le maximum est atteint à t+70 s alors que la fusée se trouve à une altitude de 13 kilomètres et vole à une vitesse légèrement supérieure à Mach 1,6. La poussée est à nouveau portée à 109 % à t+81 s avant d'être ramenée à 85 % à t+123 s pour permettre la séparation des propulseurs d'appoint. Après cet événement, elle est remontée à nouveau à 109 % à t+132 s. De son côté, la géométrie du canal interne des propulseurs d'appoint (qui fait office de chambre de combustion) est également conçue pour faire varier la poussée de manière non linéaire. Alors que celle-ci est de 16 014 kN (par propulseur) durant les 25 secondes qui suivent le décollage elle est réduite à 12 455 kN par la suite avant de remonter à 14 679 kN une fois passé Max Q. Vingt secondes plus tard, la poussée commence à faiblir avec l'épuisement du propergol solide et un peu plus de deux minutes après le décollage, les propulseurs d'appoint sont éjectés et retombent dans l'océan Atlantique. Une minute plus tard, alors que la fusée traverse des couches peu denses de l'atmosphère, les éléments contribuant à l'aérodynamique du lanceur (trois panneaux entourant le vaisseau Orion) ainsi que la tour de sauvetage coiffant le vaisseau sont largués,.
À t+421 s, la poussée des moteurs à ergols liquides commence à être réduite pour limiter l'accélération et, à t+476 s, elle passe à 67 %. À t+483 s, le premier étage s'éteint et il se sépare du lanceur à t+510 s avant de retomber dans l'océan Pacifique. Aucun de ces composants du lanceur n'est récupéré, l'immersion dans l'eau salée rendant toute récupération impossible. L'étage supérieur et le vaisseau Orion sont placés sur une orbite instable avec un périgée à 30 km de la surface et un apogée à 1 805 kilomètres vers lequel l'ensemble se dirige. En attendant d'atteindre sur son inertie l'apogée via une phase non propulsée qui dure 48 minutes, le vaisseau Orion déploie ses panneaux solaires (durée de 12 minutes). Lorsque l'ensemble formé par l'étage supérieur et Orion atteint l'apogée de sa trajectoire à t+51 minutes, le moteur de l'étage supérieur est allumé durant 22 secondes pour élever le périgée à 800 km. Désormais le vaisseau Orion et l'étage supérieur de la fusée circulent sur une orbite terrestre basse.
Une heure et 38 minutes après le décollage, l'étage supérieur ICPS est rallumé durant environ 18 minutes pour placer le vaisseau Orion sur une orbite dont l'apogée se situe au-delà de la Lune, puis il est largué. L'étage ICPS, après avoir survolé la Lune, va circuler sur une orbite héliocentrique. Les satellites CubeSats, qui étaient stockés dans sa partie supérieure, sont alors éjectés en plusieurs fois durant le trajet vers la Lune et poursuivent par inertie leur trajet vers la Lune,.

### Autour de la Lune

Le vaisseau Orion survole la Lune (vue d'artiste).

Durant son trajet vers la Lune, le vaisseau Orion ajuste sa trajectoire en utilisant la propulsion du module de service, avec comme objectif de se placer sur une orbite lunaire haute rétrograde. Cette orbite, très stable, ne nécessite qu'une consommation limitée d'ergols pour pouvoir être maintenue et est idéale pour évaluer les capacités du vaisseau Orion dans l'espace profond. Pour se placer sur cette orbite, le vaisseau survole la face cachée à environ 100 km d'altitude. Il utilise une première fois sa propulsion durant ce survol pour s'insérer sur une orbite lunaire puis, alors qu'il se trouve à l'apogée de sa nouvelle orbite, il utilise de nouveau sa propulsion pour la circulariser. Du fait des contraintes de mécanique céleste, la durée de son séjour sur cette orbite dépend de la date de lancement et est comprise entre 6 et 19 jours. À l'issue de cette phase, le vaisseau Orion quitte cette orbite en effectuant les mêmes manœuvres. Une première impulsion de sa propulsion permet d'abaisser le périgée de manière qu'il passe à 100 km au-dessus de la surface de la Lune puis, lors de ce survol, une deuxième impulsion le place sur une trajectoire qui le ramène vers la Terre.

### Rentrée atmosphérique

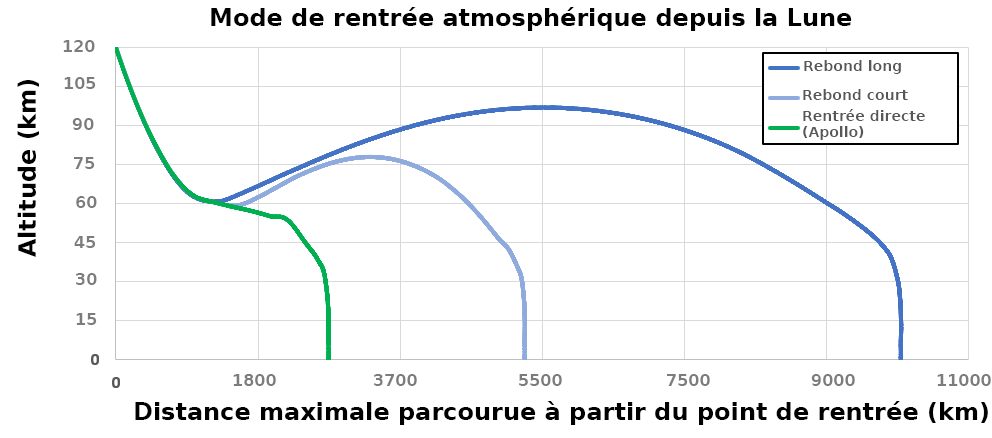
Schéma comparant les techniques de rentrée avec faible courbure de trajectoire (Apollo) et avec rebond atmosphérique (Artemis). En ordonnée l'altitude et en abscisse la distance entre point de rentrée et zone d'amerrissage.

Peu avant de pénétrer dans l'atmosphère terrestre, le module de service est largué. Le vaisseau Orion effectue alors une rentrée atmosphérique à haute vitesse (environ 11 km/s). Artemis I est la première mission qui utilisera la technique de la rentrée avec rebond atmosphérique. Au lieu d'arriver à proximité des couches atmosphériques denses avec une incidence élevée et de plonger directement vers le sol, le vaisseau Orion arrivera avec une incidence rasante soigneusement choisie et en fonction de celle-ci rebondira plus ou moins loin sur l'atmosphère avant de pénétrer dans celle-ci. Cette technique mise en œuvre par le vaisseau avec l'assistance de logiciels et de systèmes de navigation avancés permet de disposer d'un plus grand choix de zones d'amerrissage en accroissant la distance maximale entre celle-ci et le point de rentrée : la distance maximale passe de 1 500 milles marins pour les missions Apollo à 4 800 milles marins). Cette technique permet également d'améliorer la précision de l'amerrissage et de réduire la décélération subie par l'équipage (celle-ci se limitera à deux phases à 4 g). Il est prévu que le vaisseau amerrisse dans l'océan Pacifique à une cinquantaine de milles marins au large de San Diego où il sera récupéré par un navire de la Marine de guerre américaine,.

### Amerrissage

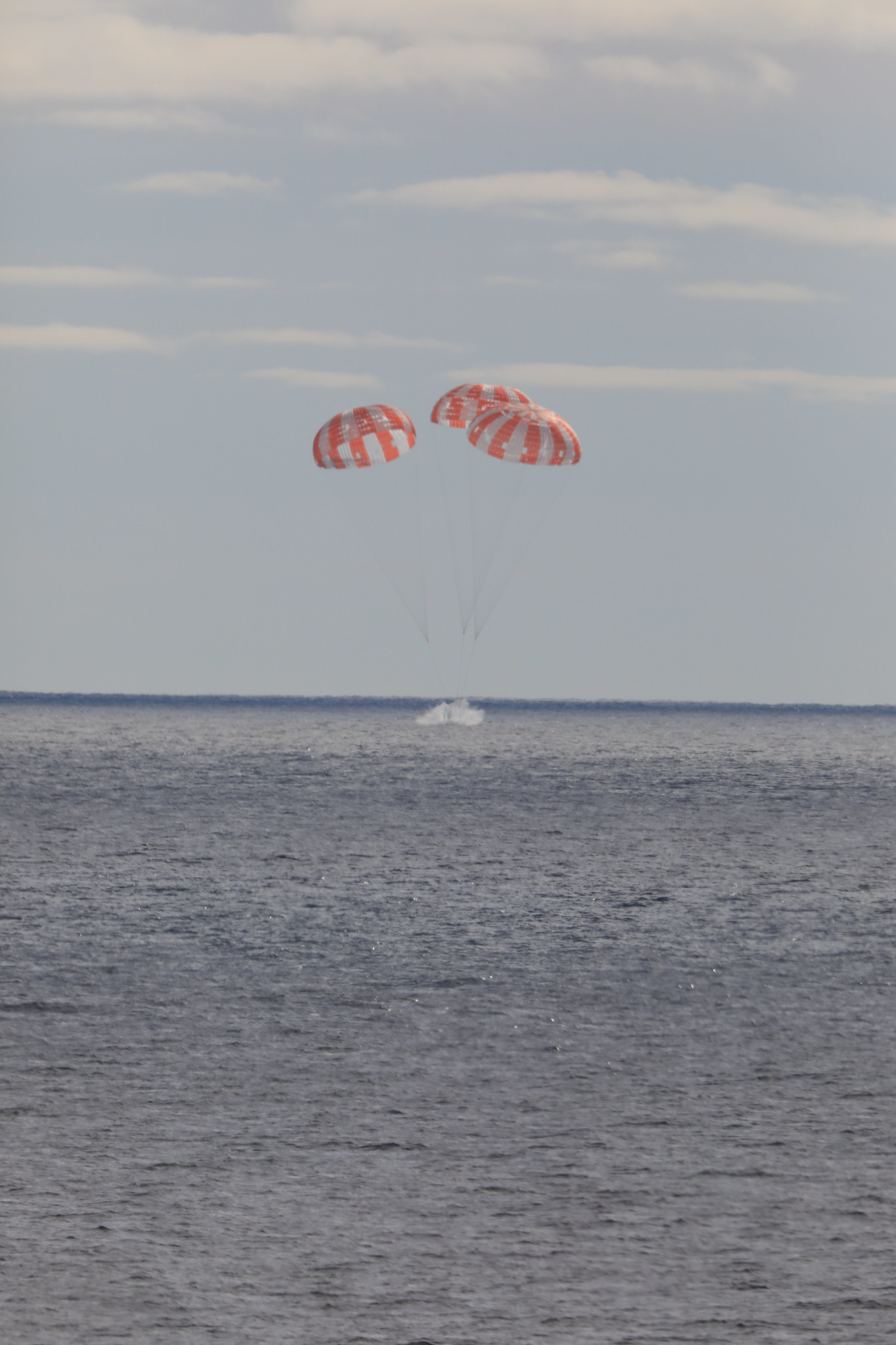
Amerrissage de la capsule Orion.

Le dimanche 11 décembre 2022 à 17 h 40 UTC (9 h 40 PST), le vaisseau spatial Orion amerrit dans l'océan Pacifique au large de la Basse-Californie,, au Mexique, après une rentrée dans l'atmosphère à 40 000 km/h. Orion touche l'eau à une vitesse de 30 km/h environ et est récupéré par le navire USS Portland.
| Temps écoulé depuis le lancement | Événement                                                                                     | Position                                                                                   |
| -------------------------------- | --------------------------------------------------------------------------------------------- | ------------------------------------------------------------------------------------------ |
| 0 h 0 min 0 s                    | Lancement                                                                                     | Centre spatial Kennedy                                                                     |
| 0 h 2 min 0 s                    | Séparation des deux propulseurs d'appoint                                                     | Altitude 45 km                                                                             |
| 0 h 3 min 40 s                   | Largage des panneaux de protection du module de service et de la tour de sauvetage            | Altitude 91 km                                                                             |
| 0 h 8 min 14 s                   | Extinction des moteurs du premier étage et largage                                            | Altitude 157 km                                                                            |
| 0 h 16 min 14 s                  | Déploiement des panneaux solaires                                                             | Altitude 484 km                                                                            |
| 0 h 54 min 5 s                   | Mise à feu de l'ICPS pour rehausser le périgée                                                | Altitude 1 791 km                                                                          |
| 1 h 25 min 0 s                   | Mise à feu de l'ICPS pour injecter le vaisseau Orion sur une orbite de transfert vers la Lune | Altitude 601 km                                                                            |
| 1 h 53 min 0 s                   | Largage de l'étage ICPS                                                                       | Altitude 3 849 km                                                                          |
| Jours 1-4                        | Transit entre la Terre et la Lune                                                             | Distance de la Terre : 3 849 km ⇒ 394 501 km Corrections intermédiaires de la trajectoire  |
| Jour 4 7 h 8                     | Assistance gravitationnelle de la Lune                                                        | Distance de la Terre : 401 643 km Passage à 100 km de distance de la Lune                  |
| jours 7-13                       | Orbite rétrograde autour de la Lune                                                           | Distance de la Terre comprise entre 348 931 et 437 321 km Orbite lunaire 3 849 km          |
| Jour 20                          | Injection sur une orbite de transfert vers la Terre                                           | Distance de la Terre : 358 558 km                                                          |
| jours 21-25                      | Transit entre la Lune et la Terre                                                             | Distance de la Terre : 364 804 km ⇒ 67 527 km Corrections intermédiaires de la trajectoire |
| Jour 25 11 h 30                  | Séparation du module de service                                                               | Altitude 5 140 km                                                                          |
| Jour 25 11 h 34                  | Rentrée atmosphérique                                                                         | Altitude 100 km Vitesse : 11 km/s                                                          |
|                                  | Rentrée atmosphérique                                                                         | Altitude 80 km Température maximum du bouclier thermique : 2 760 °C                        |
| Jour 25 12 h                     | Déploiement des parachutes                                                                    | Altitude 6 km                                                                              |
| Jour 25 12 h                     | Amerrissage du vaisseau Orion                                                                 | Océan Pacifique                                                                            |

## Résultats: un succès total
La mission est un succès total qui ouvre la voie à la mission suivante, Artemis II, qui doit emporter un équipage. Le lanceur SLS, dont c'est le premier vol, comme le vaisseau Orion, se sont comportés comme prévu. Les seuls incidents notables ont été des interruptions temporaires des liaisons de télécommunication entre le vaisseau et le centre de contrôle sur Terre.

## Charge utile secondaire

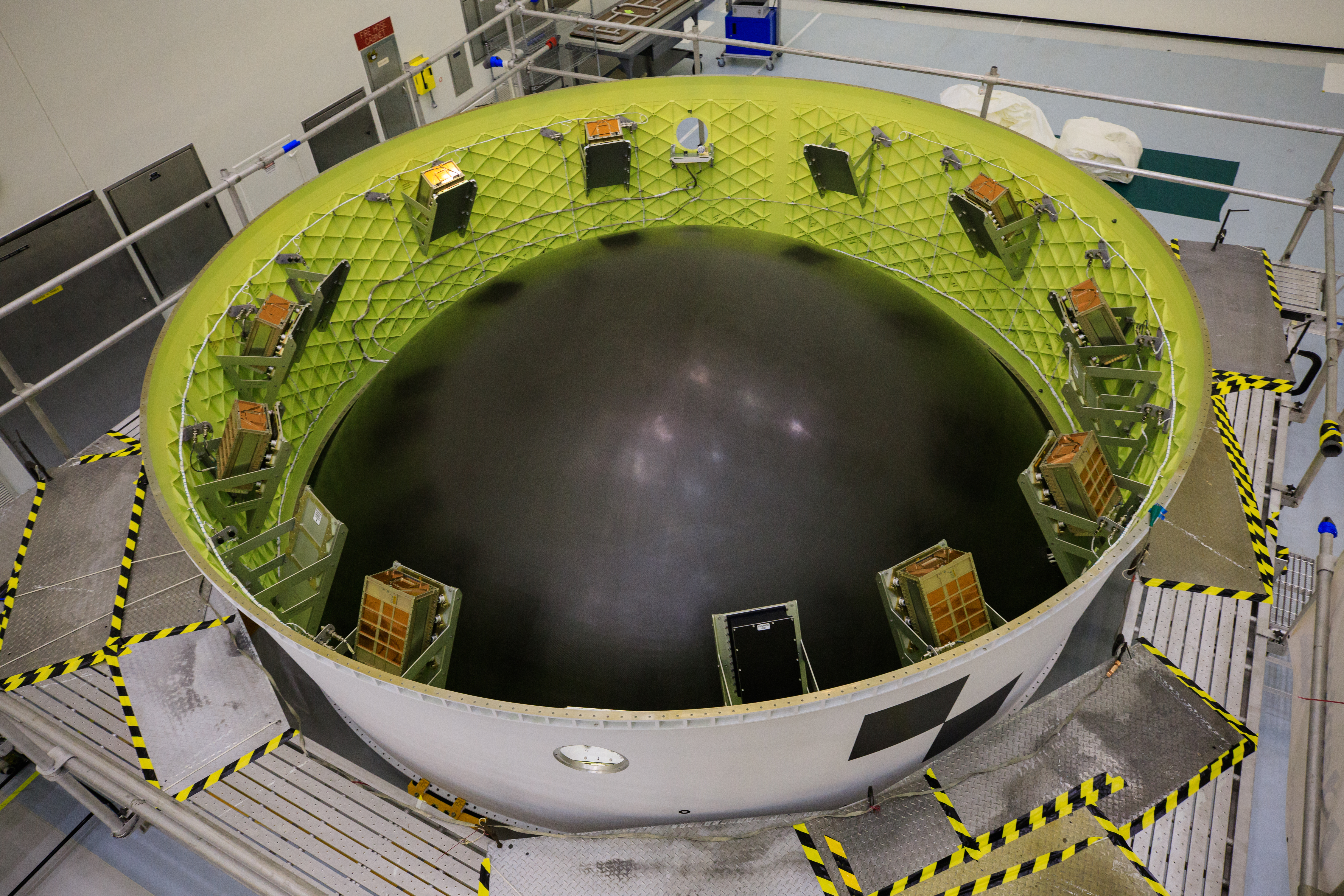
La charge utile secondaire est constituée de 13 CubeSats 6U fixés sur l'adaptateur, visible ici, situé entre le deuxième étage du lanceur et le vaisseau Orion.

Le lanceur SLS qui dispose d'un surplus de capacité emporte une charge utile secondaire (Orion est sa charge utile principale) constituée par dix nano-satellites de type CubeSat 6U (environ 11 kilogrammes chacun). Ces CubeSats sont stockés dans la structure circulaire qui relie le vaisseau spatial Orion et l'adaptateur entourant l'étage ICPS. Les CubeSats embarqués ont été sélectionnés dans le cadre du partenariat Next Space Technologies for Exploration Partnerships (« NextSTEP ») noué par la NASA avec des entreprises commerciales dans le but de développer de nouvelles technologies spatiales. Les projets retenus doivent permettre d'augmenter la durée et la capacité des missions dans l'espace profond (deux missions). Les autres projets ont été choisis par la direction des missions habitées de la NASA (deux missions), par la direction des missions scientifiques (deux missions), ou par sélection dans le cadre d'une compétition organisée par la NASA Cube Quest Challenge (une mission), ou ce sont des missions fournies par des partenaires étrangers (deux missions japonaises, une mission italienne).

### BioSentinel

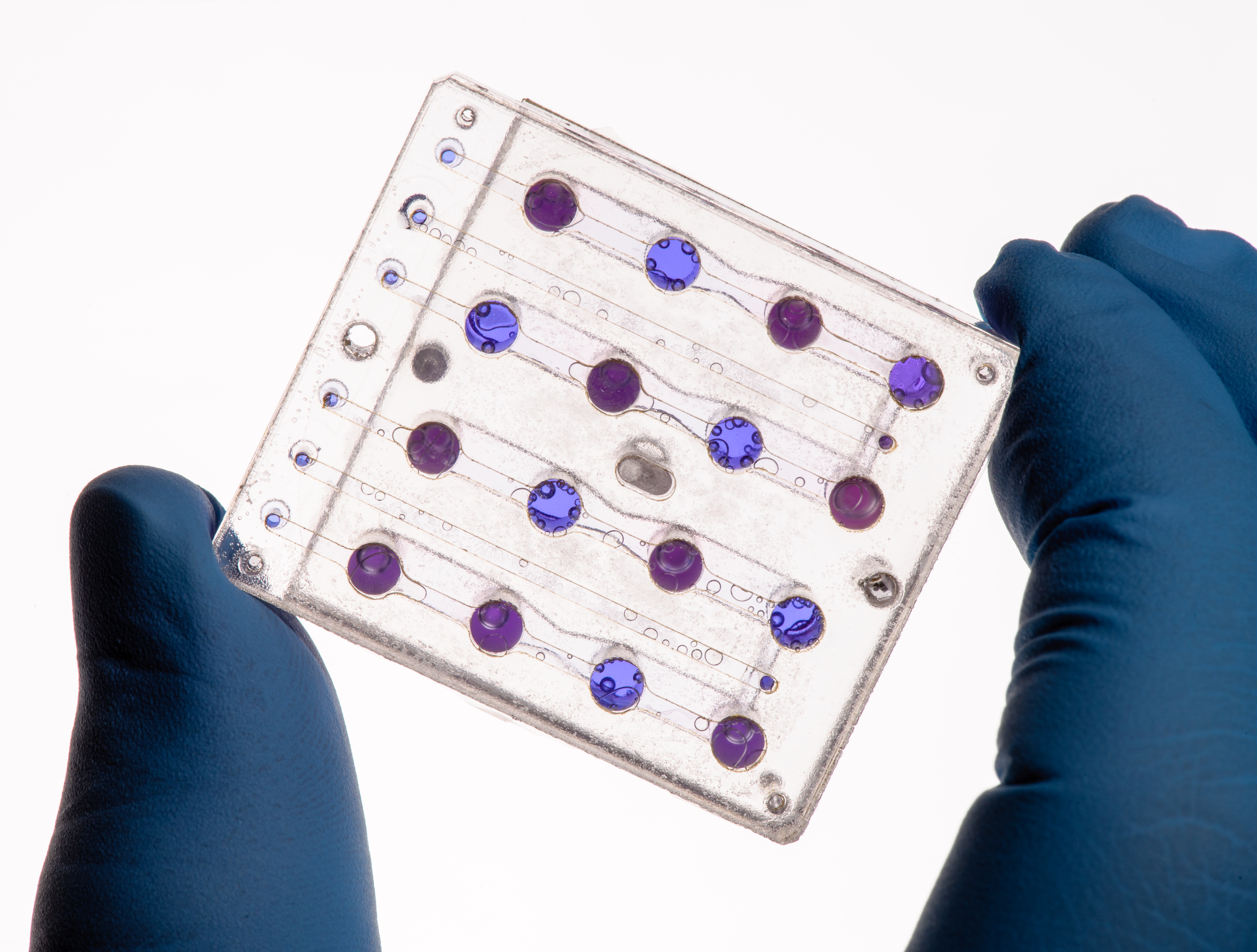
À bord de BioSentinel, une expérience analyse le métabolisme de micro-organismes de levure pour déterminer l'effet des radiations sur les organismes vivants.

BioSentinel est une mission d'astrobiologie qui va utiliser de la levure pour étudier l'impact à long terme du rayonnement présent dans l'espace interplanétaire sur l'ADN des organismes. Le satellite, après avoir survolé la Lune, doit circuler sur une orbite héliocentrique. Il est prévu que sa mission dure un an.

### LunIR
LunIR (Lunar InfraRed imaging) embarque le spectromètre miniaturisé MWIR qui doit recueillir des données dans l'infrarouge moyen durant un unique survol de la Lune (le satellite ne se placera pas en orbite autour de la Lune). L'objectif est de préciser les caractéristiques de la surface. La mission doit durer 30 jours. Le CubeSat est fourni par Lockheed Martin.

### CuSP
CuSP (CubeSat for Solar Particles) a pour objectif d'étudier les particules émises par le Soleil, les champs magnétiques produits par le Soleil et les particules présentes dans l'espace interplanétaire, en mesurant les niveaux d'émission de protons durant les tempêtes solaires. Il emporte trois instruments miniaturisés mesurant respectivement les spectres des ions suprathermaux, le nombre de particules solaires à haute énergie et la force et la direction du champ magnétique solaire. Le CubeSat pourrait être le prototype d'un réseau de satellites à bas coût de météorologie spatiale qui permettrait d'anticiper les tempêtes solaires. Le satellite doit circuler sur une orbite héliocentrique et fonctionner durant 75 jours.

### Lunar IceCube

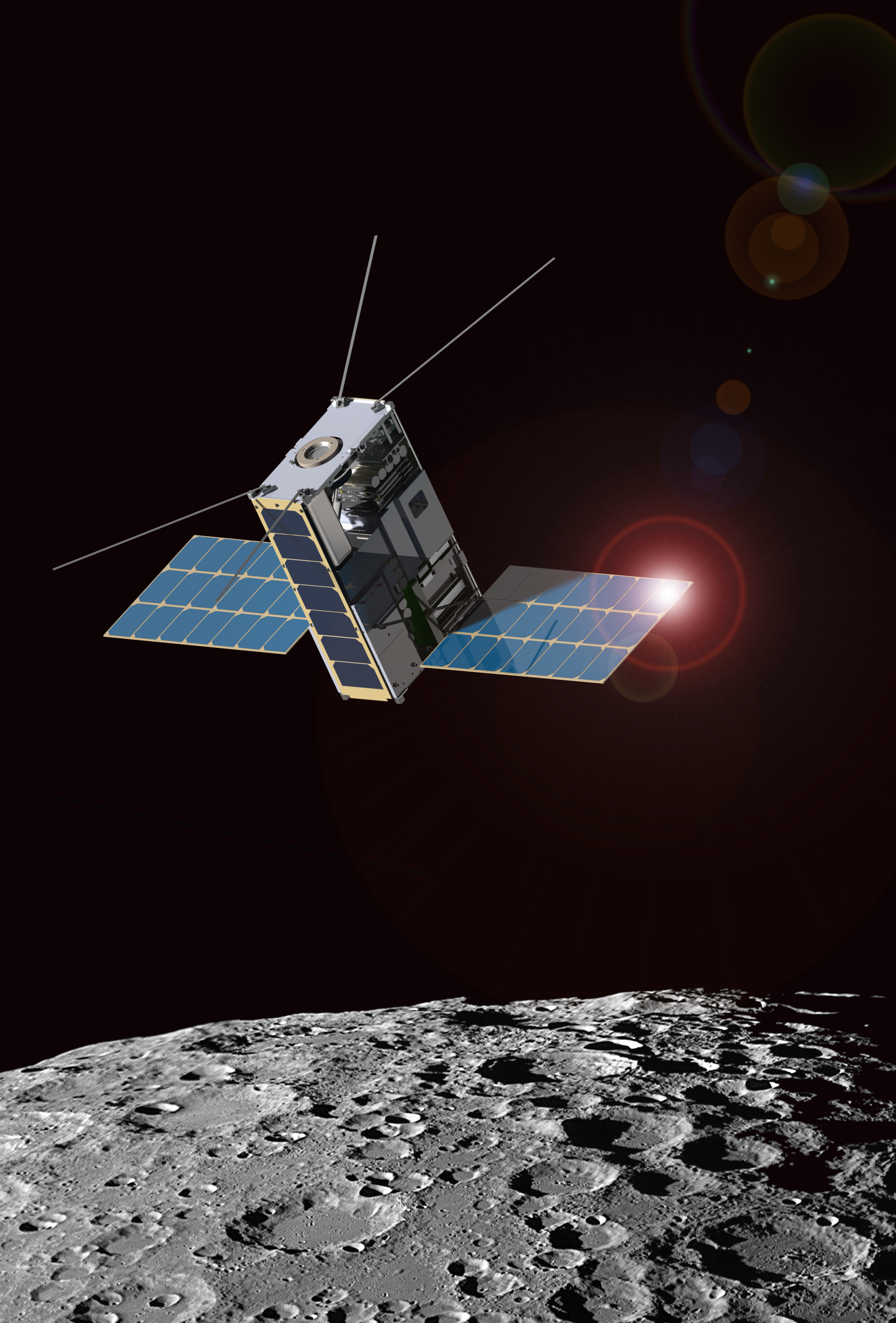
Lunar IceCub survolant le pôle sud de la Lune (vue d'artiste).

Lunar IceCube est un CubeSat 6U, développé par l'Université d'État de Morehead, emporte un spectromètre miniaturisé qui doit se placer sur une orbite basse autour de la Lune pour analyser les volatiles présents à la surface de la Lune. Il dispose d'un moteur ionique miniature (poussée d'un millinewton (mN) avec une impulsion spécifique de 2 130 secondes) qui utilise comme ergol du diiode. Le satellite doit se placer en orbite autour de la Lune en utilisant sa propulsion. La mission doit durer au maximum deux ans. À l'issue de celle-ci, le nano-satellite ira s'écraser à la surface de la Lune,.

### Lunar Polar Hydrogen Mapper
LunaH-Map (Lunar Polar Hydrogen Mapper) est un CubeSat 6U, développé par l'Université d'état de l'Arizona, qui doit se placer sur une orbite basse autour de la Lune en utilisant le même moteur ionique que Lunar IceCube. Sa charge utile est constituée par un détecteur de neutrons à scintillation qui mesurera la proportion d'hydrogène présente dans la couche superficielle de la surface de la Lune pour en déduire la proportion d'eau. Pour disposer de données détaillées, son orbite très elliptique le fera survoler le pôle sud de la Lune à une altitude comprise entre cinq et dix kilomètres. Il est prévu que la mission dure 601 jours,.

### Near-Earth Asteroid Scout
Near-Earth Asteroid Scout (NEA Scout) est un CubeSat 6U de la NASA qui utilise une voile solaire pour effectuer un survol de l'astéroïde géocroiseur 2020 GE. Le satellite doit effectuer un survol à une distance de 10 km et réaliser des photos en utilisant un appareil photo monochrome à haute résolution de qualité scientifique afin de mesurer les propriétés physiques d'un astéroïde proche de la Terre.

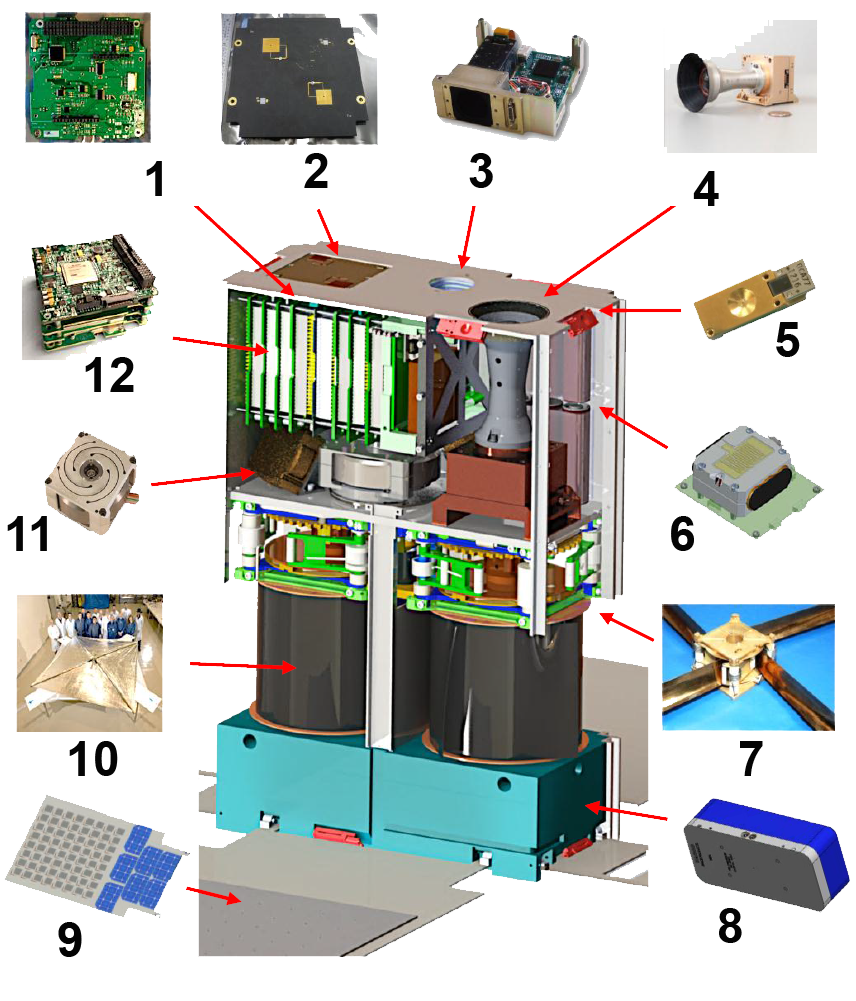
Schéma montrant les principaux composants de NEA Scout : 1 Avionique radiodurcie - 2 Antenne faible gain - 3 Viseur d'étoiles - 4 Caméra Malin (Charge utile) - 5 Capteur solaire - 6 Batterie lithium-ion - 7 Étais de la voile solaire enroulés - 8 Propulseurs à gaz froid - 9 Panneau solaire et antenne grand gain - 10 Voile solaire en position repliée - 11 Roue de réaction - 12 Émetteur-récepteur radio Iris.

### OMOTENASHI
OMOTENASHI est un CubeSat 6U, développé par l'Agence d'exploration aérospatiale japonaise (JAXA), qui doit démontrer la faisabilité d'un atterrisseur lunaire de très petite taille. Pour se poser sur la Lune, l'engin utilise un moteur à propergol solide de 6 kg et un airbag (vitesse d'atterrissage 20 m/s).

### EQUULEUS
EQUULEUS est un CubeSat 6U, développé conjointement par l'université de Tokyo et l'Agence d'exploration aérospatiale japonaise (JAXA) qui doit mesurer la distribution du plasma dans l'environnement spatial de la Terre et valider l'utilisation de trajectoires à faible énergie pour se déplacer à proximité du point de Lagrange L2 du système Terre-Lune.

### ArgoMoon
ArgoMoon est un CubeSat 6U italien qui doit fournir des informations sur le déroulement des éjections des autres CubeSats par le lanceur SLS et tester un logiciel de reconnaissance d'images. Sa mission a une durée de 180 jours.

### CubeSats du programmeNASA's Cube Quest Challenge
Trois CubeSats supplémentaires étaient prévus mais n'ont pas été embarqués faute d'être prêts à temps pour le lancement. Ces nano-satellites ont été sélectionnés dans le cadre d'un concours (NASA's Cube Quest Challenge) qui avait pour objectif de contribuer à l'ouverture de l'exploration de l'espace lointain aux engins spatiaux développés par des organisations non rattachés à la NASA,. Les trois CubeSat 6U sélectionnés sont Team Miles, qui doit tester un nouveau type de propulsion électrique utilisant la propulsion de plasma et laser ainsi qu'un un émetteur radio miniaturisé capable de transmettre à des distances très importantes, Cislunar Explorers qui doit démontrer la viabilité d'un système de propulsion utilisant des ergols produits par l'électrolyse de l'eau embarquée et Earth Escape Explorer (CU-E3) qui doit tester un émetteur radio utilisant une antenne innovante permettant d'établir des liaisons à longue distance jusqu'à 27 millions de kilomètres de la Terre.

## Autres expériences embarquées

### MARE: mesure du niveau de radiation subi par l'équipage

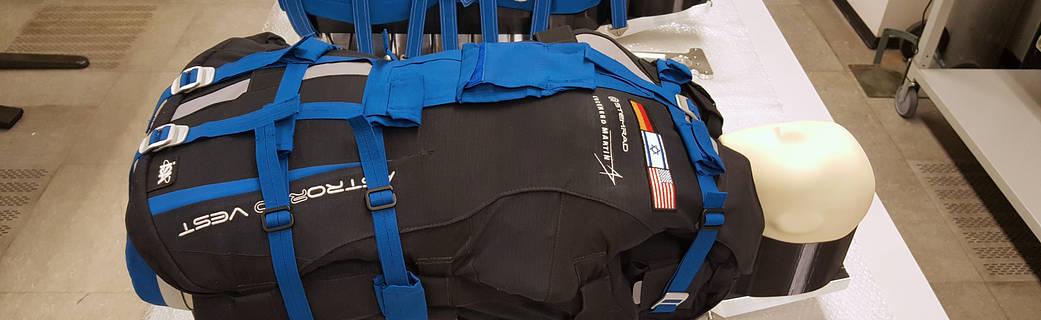
Un des deux mannequins de l'expérience MARE. Celui-ci est vêtu d'une veste qui doit le protéger des radiations.

La mission est mise à profit pour mesurer le niveau de radiation (particules générées par le vent solaire et les éruptions solaires, rayons cosmiques) subi par les astronautes dans l'espace interplanétaire une fois qu'ils ont quitté l'orbite basse qui, elle, est en grande partie protégée par la magnétosphère terrestre. Ce risque est important pour les équipages puisqu'il est 770 fois plus important à l'extérieur de la magnétosphère terrestre qu'au sol et qu'il est susceptible d'entraîner des cancers. L'expérience MARE (MATROSHKA AstroRad Radiation Experiment) consiste à effectuer des mesures sur deux mannequins anthropomorphiques féminins limités au torse et à la tête (les femmes sont plus sensibles aux radiations) installés sur deux des sièges de la cabine du vaisseau Orion. Ils sont équipés de nombreux capteurs régulièrement répartis à l'intérieur qui doivent permettre de mesurer l'impact sur les différents organes humains. Un des deux mannequins (baptisé Zohar) sera équipé d'un gilet AstroRad expérimental qui doit bloquer une partie du rayonnement tandis que l'autre (Helga) ne le sera pas. Cette expérience est développée conjointement par l'agence spatiale allemande (DLR) et l'agence spatiale israélienne et prend la suite d'expériences réalisées à bord de la Station spatiale internationale,,,.

### Commander Moonikin Campos

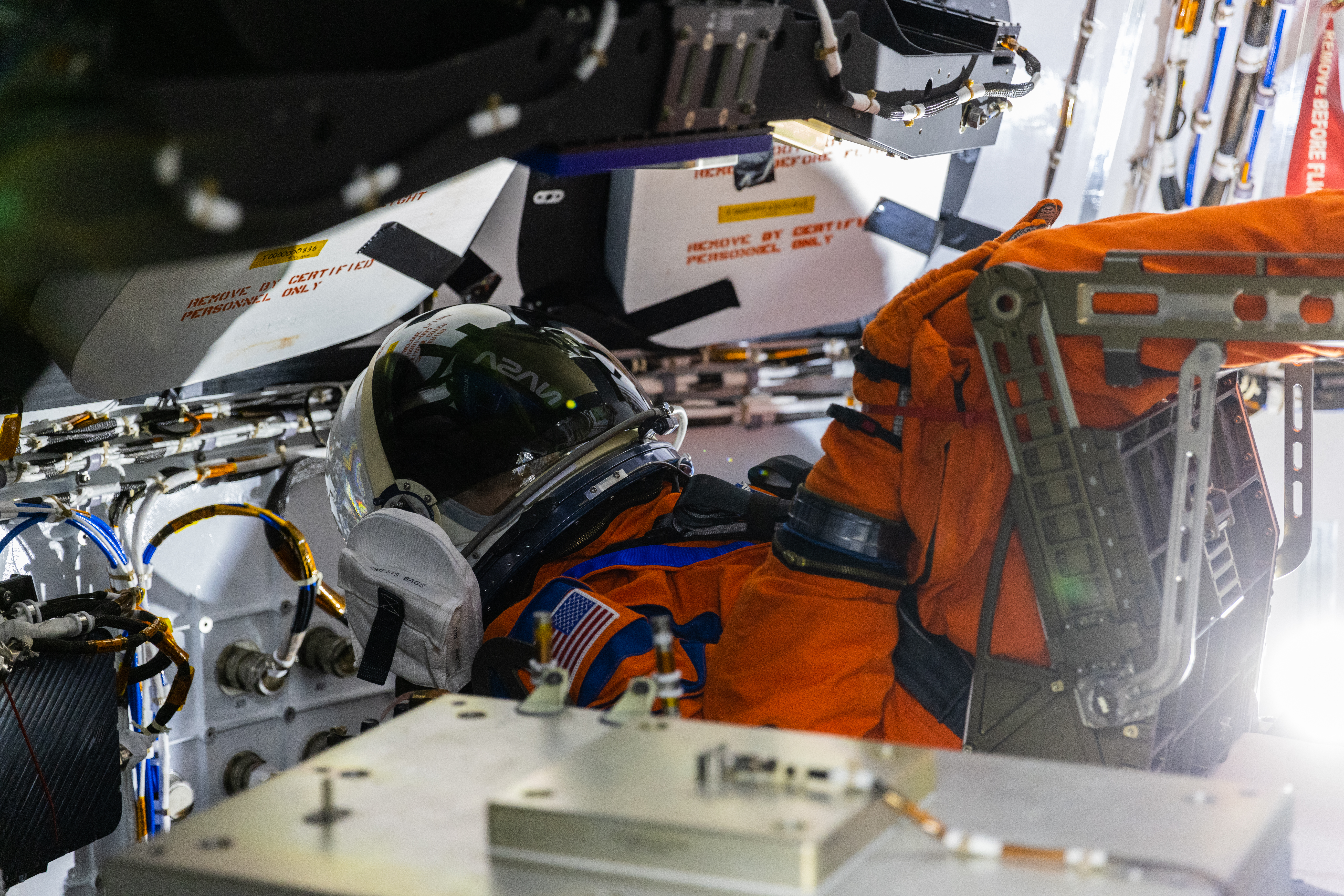
Le mannequin « Moonikin Campos ».

Un troisième mannequin complet, déjà utilisé au sol pour des tests de vibration du vaisseau Orion, est également installé sur le siège du commandant. Il porte la combinaison de survie Orion Crew Survival System, mise au point pour les missions Orion et qui sera portée par l'équipage durant les phases critiques de la mission, notamment au lancement et durant la rentrée atmosphérique. Le mannequin porte deux capteurs de radiation. Des capteurs de vibration et des accéléromètres sont installés sous son appui-tête et sous son siège pour enregistrer les accélérations et les vibrations tout au long de la mission. Cinq autres accéléromètres et capteurs de vibration sont installés entre les sièges supérieurs et inférieurs pour enregistrer ces phénomènes tout au long de la mission notamment au moment de l'amerrissage. À la suite d'un vote public, le mannequin a été baptisé « Commander Moonikin Campos », du nom d'Arturo Campos, un ingénieur ayant joué un rôle crucial dans le sauvetage de la mission Apollo 13.

## Missions suivantes
Si Artemis I se déroule de manière nominale, la prochaine mission du programme, Artemis II, doit embarquer un équipage qui effectuera en 2024 une deuxième répétition d'une mission lunaire sans toutefois enchainer avec le débarquement sur le sol lunaire. La mission qui doit lui succéder, Artemis III, doit se conclure par un débarquement des hommes sur la Lune. Sa date, qui dépend de la mise au point de nombreux composants comme le très ambitieux vaisseau lunaire Starship HLS et son lanceur Starship, reste incertaine : au plus tôt en 2025.

## Galerie
- Animation retraçant le déroulement de la mission.

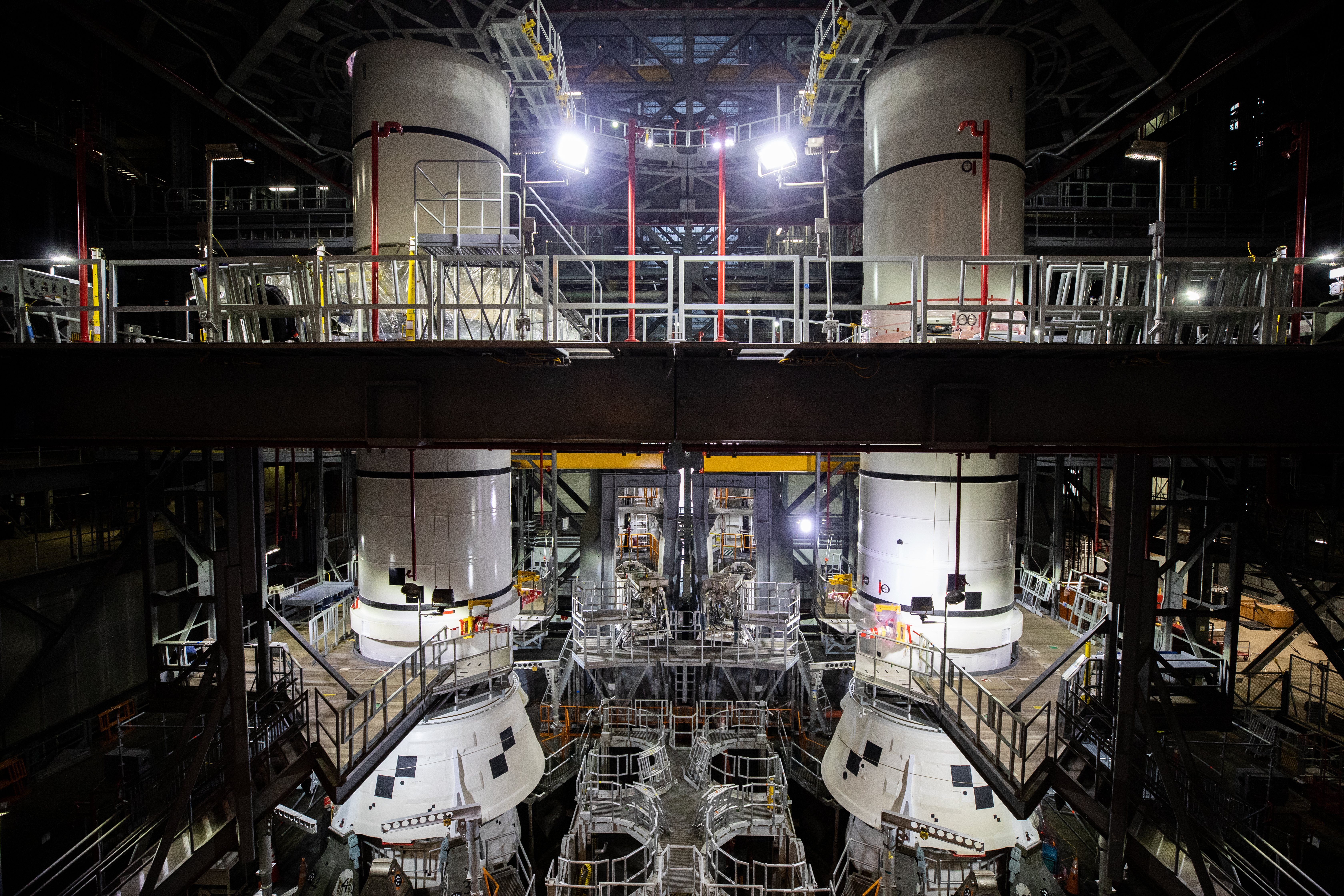
La base des propulseurs d'appoint dans le bâtiment d'assemblage VAB.
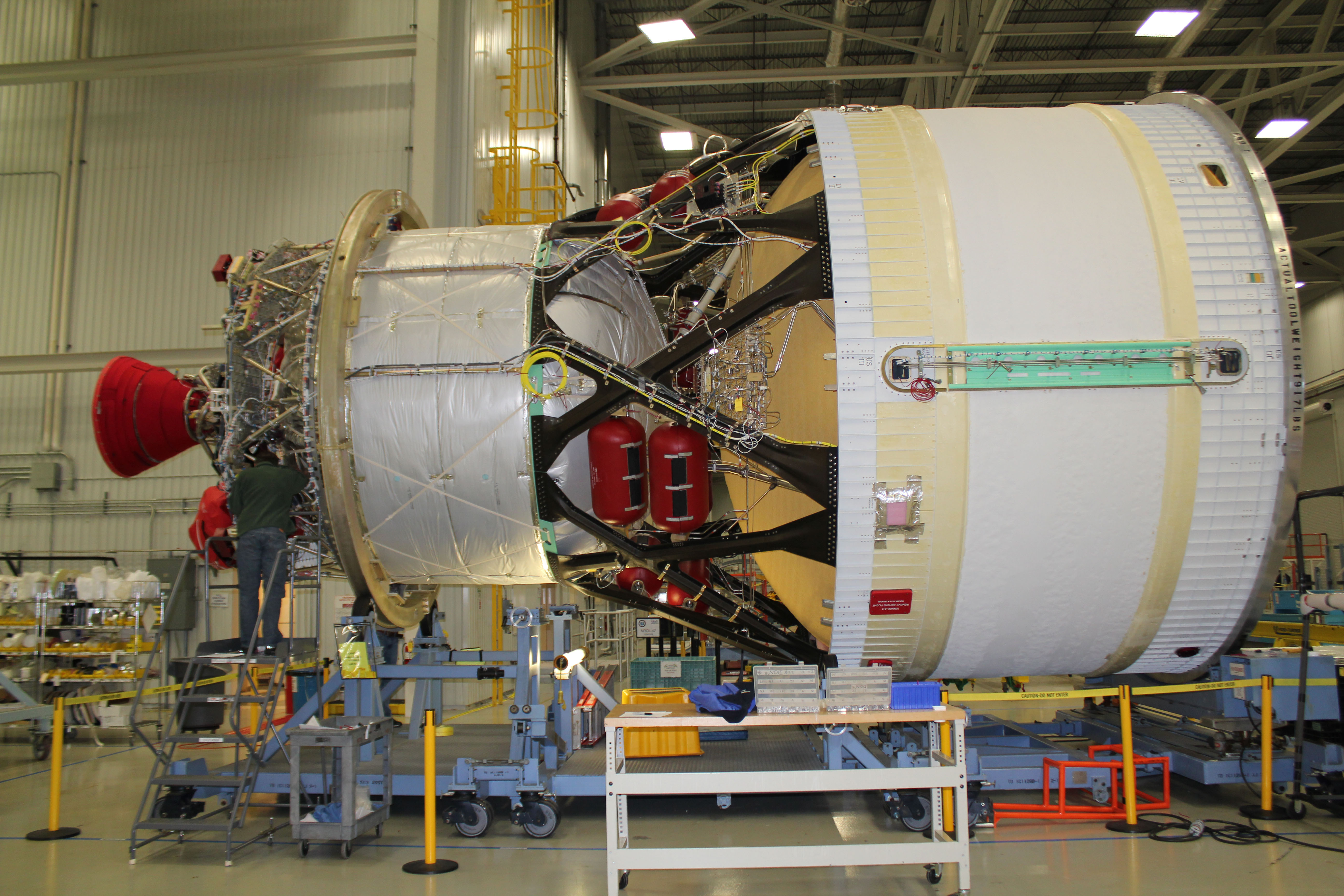
L'étage ICPS.
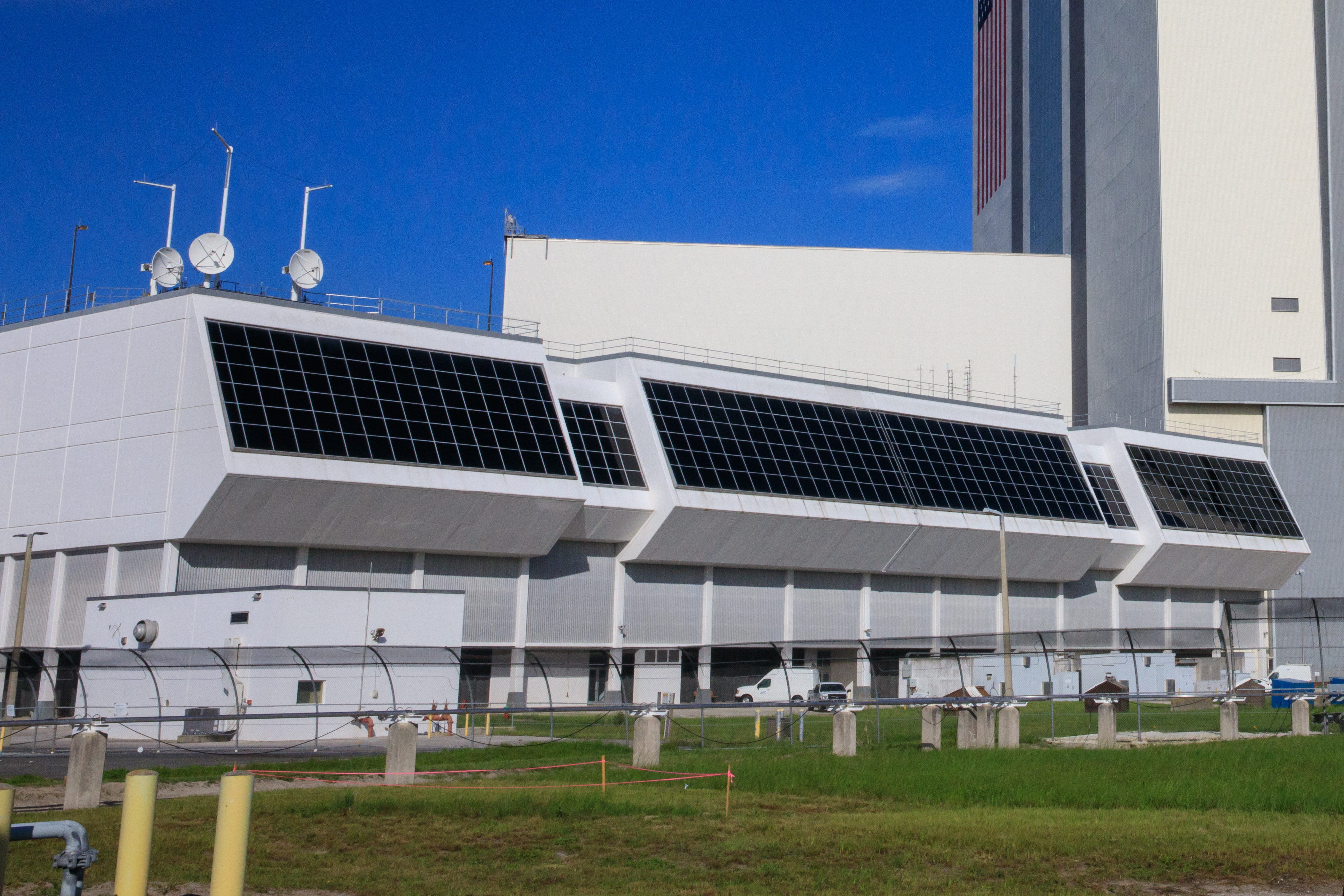
Le centre de contrôle du centre spatial Kennedy.
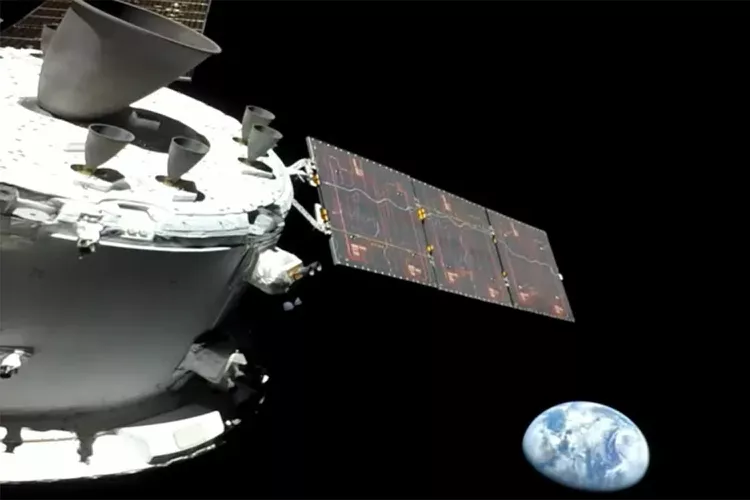
La Terre vue d'une des caméras du vaisseau Orion durant Artemis I.
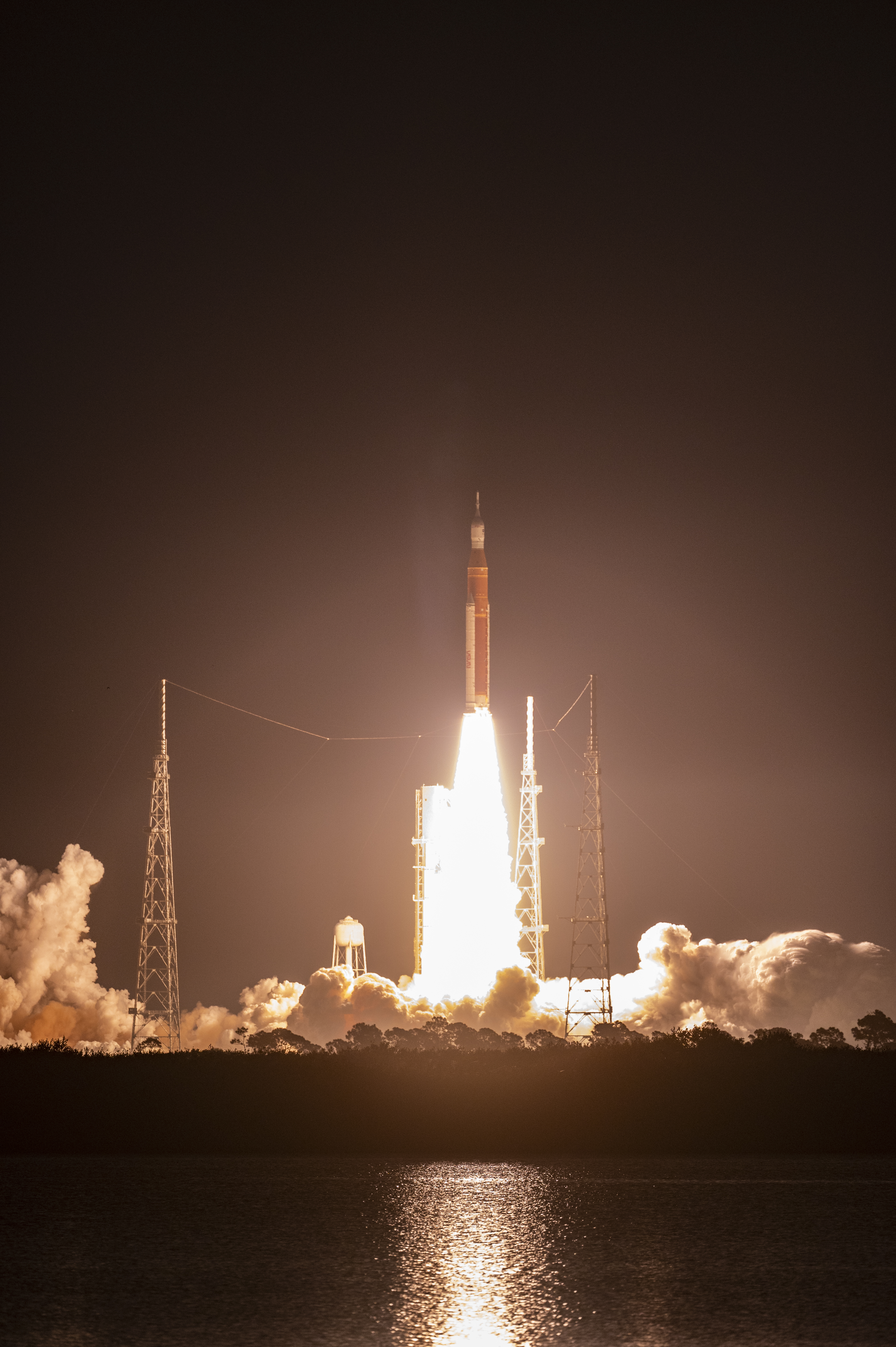
Lancement de la fusée SLS durant la mission Artemis I.
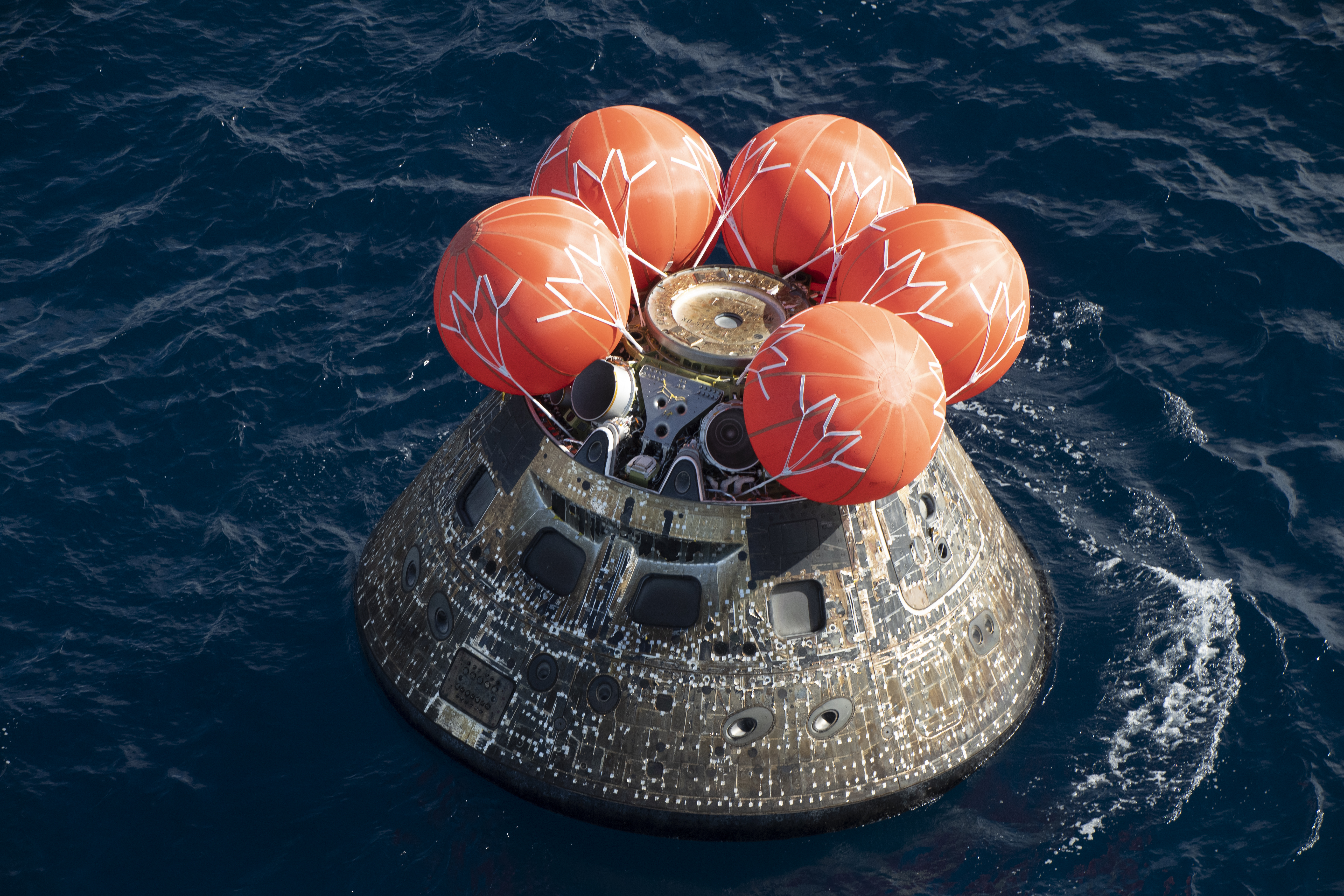
Orion après son amerrissage.
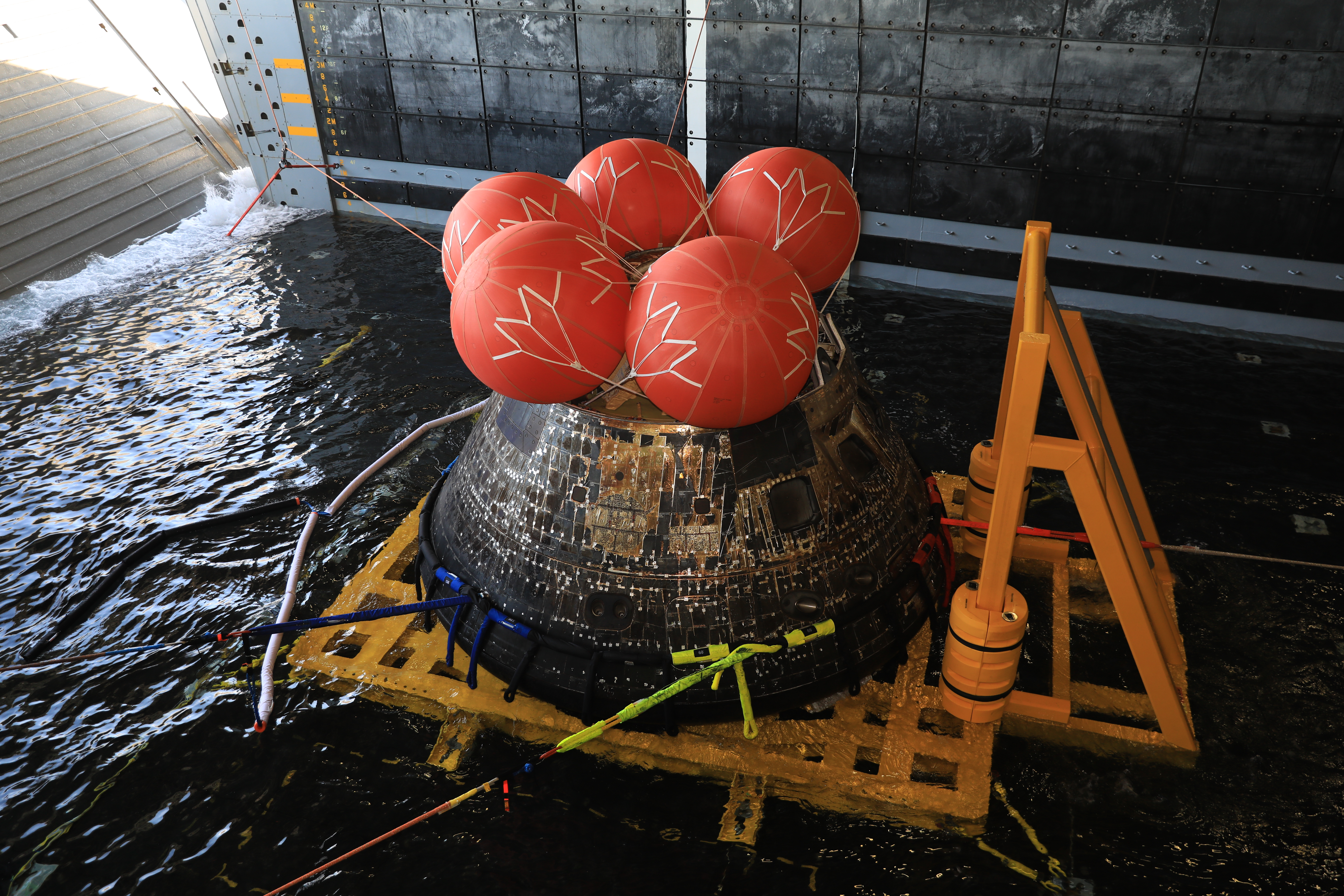
Orion à l'intérieur de l'USS Portland.